# Changement de nom de communes en France dans les années 1920
Pour des articles plus généraux, voir Changement de nom de communes en France et Changement de nom de communes en France au XXe siècle.
Cet article présente une liste des changements de nom de communes en France dans les années 1920.

## Années 1920

### 1920

#### Février
| Code INSEE | Ancienne dénomination | Département      | Nouvelle dénomination | Date                      |
| ---------- | --------------------- | ---------------- | --------------------- | ------------------------- |
| 53166      | Niort                 | Mayenne          | Niort-la-Fontaine     | Décret du 24 février 1920 |
| 76030      | Aubermesnil           | Seine-Inférieure | Aubermesnil-Beaumais  | Décret du 24 février 1920 |
| 76051      | Bacqueville           | Seine-Inférieure | Bacqueville-en-Caux   | Décret du 24 février 1920 |
| 76258      | Fauville              | Seine-Inférieure | Fauville-en-Caux      | Décret du 24 février 1920 |
| 76260      | Ferrières             | Seine-Inférieure | Ferrières-en-Bray     | Décret du 24 février 1920 |

#### Mars
| Code INSEE | Ancienne dénomination | Département         | Nouvelle dénomination   | Date                   |
| ---------- | --------------------- | ------------------- | ----------------------- | ---------------------- |
| 34037      | Boujan                | Hérault             | Boujan-sur-Libron       | Décret du 24 mars 1920 |
| 17087      | Chantemerle           | Charente-Inférieure | Chantemerle-sur-la-Soie | Décret du 24 mars 1920 |
| 17461      | Vaux                  | Charente-Inférieure | Vaux-sur-Mer            | Décret du 24 mars 1920 |

#### Avril
| Code INSEE | Ancienne dénomination | Département         | Nouvelle dénomination         | Date                    |
| ---------- | --------------------- | ------------------- | ----------------------------- | ----------------------- |
| 83027      | La Cadière            | Var                 | La Cadière-d'Azur             | Décret du 3 avril 1920  |
| 83044      | Comps                 | Var                 | Comps-sur-Artuby              | Décret du 3 avril 1920  |
| 83087      | Nans                  | Var                 | Nans-les-Pins                 | Décret du 3 avril 1920  |
| 83103      | Le Revest             | Var                 | Le Revest-les-Eaux            | Décret du 3 avril 1920  |
| 83116      | Saint-Maximin         | Var                 | Saint-Maximin-la-Sainte-Baume | Décret du 3 avril 1920  |
| 83117      | Saint-Paul            | Var                 | Saint-Paul-en-Forêt           | Décret du 3 avril 1920  |
| 83128      | Sillans               | Var                 | Sillans-la-Cascade            | Décret du 3 avril 1920  |
| 83141      | Trans                 | Var                 | Trans-en-Provence             | Décret du 3 avril 1920  |
| 44039      | Cheix                 | Loire-Inférieure    | Cheix-en-Retz                 | Décret du 18 avril 1920 |
| 44059      | Fresnay               | Loire-Inférieure    | Fresnay-en-Retz               | Décret du 18 avril 1920 |
| 44066      | Grandchamps           | Loire-Inférieure    | Grandchamp-des-Fontaines      | Décret du 18 avril 1920 |
| 44080      | Lavau                 | Loire-Inférieure    | Lavau-sur-Loire               | Décret du 18 avril 1920 |
| 44091      | Marsac                | Loire-Inférieure    | Marsac-sur-Don                | Décret du 18 avril 1920 |
| 44094      | Mauves                | Loire-Inférieure    | Mauves-sur-Loire              | Décret du 18 avril 1920 |
| 44126      | La Plaine             | Loire-Inférieure    | La Plaine-sur-Mer             | Décret du 18 avril 1920 |
| 44134      | Pouillé               | Loire-Inférieure    | Pouillé-les-Côteaux           | Décret du 18 avril 1920 |
| 44171      | Saint-Léger           | Loire-Inférieure    | Saint-Léger-les-Vignes        | Décret du 18 avril 1920 |
| 44181      | Saint-Même            | Loire-Inférieure    | Saint-Même-le-Tenu            | Décret du 18 avril 1920 |
| 44172      | Sainte-Luce           | Loire-Inférieure    | Sainte-Luce-sur-Loire         | Décret du 18 avril 1920 |
| 44189      | Sainte-Reine          | Loire-Inférieure    | Sainte-Reine-de-Bretagne      | Décret du 18 avril 1920 |
| 44197      | Sion                  | Loire-Inférieure    | Sion-les-Mines                | Décret du 18 avril 1920 |
| 44207      | Trans                 | Loire-Inférieure    | Trans-sur-Erdre               | Décret du 18 avril 1920 |
| 44217      | Vigneux               | Loire-Inférieure    | Vigneux-de-Bretagne           | Décret du 18 avril 1920 |
| 17205      | Loire                 | Charente-Inférieure | Loire-les-Marais              | Décret du 28 avril 1920 |
| 17373      | Saint-Médard          | Charente-Inférieure | Saint-Médard-d'Aunis          | Décret du 28 avril 1920 |

#### Mai
| Code INSEE | Ancienne dénomination | Département  | Nouvelle dénomination      | Date                   |
| ---------- | --------------------- | ------------ | -------------------------- | ---------------------- |
| 26001      | Aix                   | Drôme        | Aix-en-Diois               | Décret du 14 mai 1920, |
| 26011      | Aouste                | Drôme        | Aouste-sur-Sye             | Décret du 14 mai 1920, |
| 26039      | Beauregard            | Drôme        | Beauregard-Baret           | Décret du 14 mai 1920, |
| 26046      | Bellecombe            | Drôme        | Bellecombe-Tarendol        | Décret du 14 mai 1920, |
| 26051      | Bézaudun              | Drôme        | Bézaudun-sur-Bîne          | Décret du 14 mai 1920, |
| 26077      | Charmes               | Drôme        | Charmes-sur-l'Herbasse     | Décret du 14 mai 1920, |
| 26086      | Châtillon             | Drôme        | Châtillon-en-Diois         | Décret du 14 mai 1920, |
| 26105      | Cornillon             | Drôme        | Cornillon-sur-l'Oule       | Décret du 14 mai 1920, |
| 26110      | Crozes                | Drôme        | Crozes-Hermitage           | Décret du 14 mai 1920, |
| 26120      | Le Cheylard           | Drôme        | L'Escoulin                 | Décret du 14 mai 1920, |
| 26124      | Étoile                | Drôme        | Étoile-sur-Rhône           | Décret du 14 mai 1920, |
| 26133      | Fay                   | Drôme        | Fay-le-Clos                | Décret du 14 mai 1920, |
| 26150      | Izon                  | Drôme        | Izon-la-Bruisse            | Décret du 14 mai 1920, |
| 26165      | Livron                | Drôme        | Livron-sur-Drôme           | Décret du 14 mai 1920, |
| 26175      | Marignac              | Drôme        | Marignac-en-Diois          | Décret du 14 mai 1920, |
| 26177      | Marsas                | Drôme        | Marsaz                     | Décret du 14 mai 1920, |
| 26180      | Mérindol              | Drôme        | Mérindol-les-Oliviers      | Décret du 14 mai 1920, |
| 26187      | Molières              | Drôme        | Molières-Glandaz           | Décret du 14 mai 1920, |
| 26189      | Montauban             | Drôme        | Montauban-sur-l'Ouvèze     | Décret du 14 mai 1920, |
| 26191      | Montboucher           | Drôme        | Montboucher-sur-Jabron     | Décret du 14 mai 1920, |
| 26195      | Montclar              | Drôme        | Montclar-sur-Gervanne      | Décret du 14 mai 1920, |
| 26204      | Montlaur              | Drôme        | Montlaur-en-Diois          | Décret du 14 mai 1920, |
| 26209      | Montréal              | Drôme        | Montréal-les-Sources       | Décret du 14 mai 1920, |
| 26211      | Montségur             | Drôme        | Montségur-sur-Lauzon       | Décret du 14 mai 1920, |
| 26229      | La Penne              | Drôme        | La Penne-sur-l'Ouvèze      | Décret du 14 mai 1920, |
| 26228      | Pennes                | Drôme        | Pennes-le-Sec              | Décret du 14 mai 1920, |
| 26260      | Ravel                 | Drôme        | Ravel-et-Ferriers          | Décret du 14 mai 1920, |
| 26272      | Rochefort             | Drôme        | Rochefort-en-Valdaine      | Décret du 14 mai 1920, |
| 26279      | La Rochette           | Drôme        | La Rochette-du-Buis        | Décret du 14 mai 1920, |
| 26281      | Romans                | Drôme        | Romans-sur-Isère           | Décret du 14 mai 1920, |
| 26300      | Saint-Dizier          | Drôme        | Saint-Dizier-en-Diois      | Décret du 14 mai 1920, |
| 26301      | Saint-Donat           | Drôme        | Saint-Donat-sur-l'Herbasse | Décret du 14 mai 1920, |
| 26304      | Saint-Ferréol         | Drôme        | Saint-Ferréol-Trente-Pas   | Décret du 14 mai 1920, |
| 26305      | Saint-Gervais         | Drôme        | Saint-Gervais-sur-Roubion  | Décret du 14 mai 1920, |
| 26310      | Onay                  | Drôme        | Saint-Laurent-d'Onay       | Décret du 14 mai 1920, |
| 26317      | Saint-Maurice         | Drôme        | Saint-Maurice-sur-Eygues   | Décret du 14 mai 1920, |
| 26322      | Saint-Pantaléon       | Drôme        | Saint-Pantaléon-les-Vignes | Décret du 14 mai 1920, |
| 26329      | Saint-Sauveur         | Drôme        | Saint-Sauveur-Gouvernet    | Décret du 14 mai 1920, |
| 26330      | Saint-Sorlin          | Drôme        | Saint-Sorlin-en-Valloire   | Décret du 14 mai 1920, |
| 26331      | Saint-Thomas          | Drôme        | Saint-Thomas-en-Royans     | Décret du 14 mai 1920, |
| 26303      | Sainte-Euphémie       | Drôme        | Sainte-Euphémie-sur-Ouvèze | Décret du 14 mai 1920, |
| 26337      | Saulce                | Drôme        | Saulce-sur-Rhône           | Décret du 14 mai 1920, |
| 26359      | Vachères              | Drôme        | Vachères-en-Quint          | Décret du 14 mai 1920, |
| 26372      | Vers                  | Drôme        | Vers-sur-Méouge            | Décret du 14 mai 1920, |
| 26374      | Villebois             | Drôme        | Villebois-les-Pins         | Décret du 14 mai 1920, |
| 26375      | Villefranche          | Drôme        | Villefranche-le-Château    | Décret du 14 mai 1920, |
| 04199      | Saint-Vincent         | Basses-Alpes | Saint-Vincent-sur-Jabron   | Décret du 15 mai 1920  |

#### Juillet
| Code INSEE | Ancienne dénomination | Département | Nouvelle dénomination      | Date                      |
| ---------- | --------------------- | ----------- | -------------------------- | ------------------------- |
| 07337      | Vernosc               | Ardèche     | Vernosc-lès-Annonay        | Décret du 15 juillet 1920 |
| 80115      | Bouchavesnes          | Somme       | Bouchavesnes-Bergen        | Décret du 29 juillet 1920 |
| 26347      | Tain                  | Drôme       | Tain-l'Hermitage           | Décret du 29 juillet 1920 |
| 84111      | Saint-Marcellin       | Vaucluse    | Saint-Marcellin-lès-Vaison | Décret du 29 juillet 1920 |
| 84106      | Sainte-Cécile         | Vaucluse    | Sainte-Cécile-les-Vignes   | Décret du 29 juillet 1920 |
| 84124      | Saumanes              | Vaucluse    | Saumanes-de-Vaucluse       | Décret du 29 juillet 1920 |

#### Août
| Code INSEE | Ancienne dénomination | Département     | Nouvelle dénomination            | Date                   |
| ---------- | --------------------- | --------------- | -------------------------------- | ---------------------- |
| 47028      | Birac                 | Lot-et-Garonne  | Birac-sur-Trec                   | Décret du 19 août 1920 |
| 81158      | Le Masnau             | Tarn            | Le Masnau-Massuguiès             | Décret du 19 août 1920 |
| 03283      | Thiel                 | Allier          | Thiel-sur-Acolin                 | Décret du 19 août 1920 |
| 35008      | Availles              | Ille-et-Vilaine | Availles-sur-Seiche              | Décret du 20 août 1920 |
| 35030      | La Bosse              | Ille-et-Vilaine | La Bosse-de-Bretagne             | Décret du 20 août 1920 |
| 35066      | Chartres              | Ille-et-Vilaine | Chartres-de-Bretagne             | Décret du 20 août 1920 |
| 35114      | Forges                | Ille-et-Vilaine | Forges-la-Forêt                  | Décret du 20 août 1920 |
| 35154      | Livré                 | Ille-et-Vilaine | Livré-sur-Changeon               | Décret du 20 août 1920 |
| 35178      | Mézières              | Ille-et-Vilaine | Mézières-sur-Couesnon            | Décret du 20 août 1920 |
| 35216      | Parthenay             | Ille-et-Vilaine | Parthenay-de-Bretagne            | Décret du 20 août 1920 |
| 35220      | Piré                  | Ille-et-Vilaine | Piré-sur-Seiche                  | Décret du 20 août 1920 |
| 35223      | Plélan                | Ille-et-Vilaine | Plélan-le-Grand                  | Décret du 20 août 1920 |
| 35229      | Pocé                  | Ille-et-Vilaine | Pocé-les-Bois                    | Décret du 20 août 1920 |
| 35286      | Saint-Léger           | Ille-et-Vilaine | Saint-Léger-des-Prés             | Décret du 20 août 1920 |
| 35313      | Saint-Servan          | Ille-et-Vilaine | Saint-Servan-sur-Mer             | Décret du 20 août 1920 |
| 35327      | Servon                | Ille-et-Vilaine | Servon-sur-Vilaine               | Décret du 20 août 1920 |
| 35328      | Sixt                  | Ille-et-Vilaine | Sixt-sur-Aff                     | Décret du 20 août 1920 |
| 35333      | Le Theil              | Ille-et-Vilaine | Le Theil-de-Bretagne             | Décret du 20 août 1920 |
| 35334      | Thorigné              | Ille-et-Vilaine | Thorigné-sur-Vilaine             | Décret du 20 août 1920 |
| 35352      | Vern                  | Ille-et-Vilaine | Vern-sur-Seiche                  | Décret du 20 août 1920 |
| 37008      | Athée                 | Indre-et-Loire  | Athée-sur-Cher                   | Décret du 23 août 1920 |
| 37013      | Avrillé               | Indre-et-Loire  | Avrillé-les-Ponceaux             | Décret du 23 août 1920 |
| 37018      | Ballan                | Indre-et-Loire  | Ballan-Miré                      | Décret du 23 août 1920 |
| 37026      | Betz                  | Indre-et-Loire  | Betz-le-Château                  | Décret du 23 août 1920 |
| 37041      | Bueil                 | Indre-et-Loire  | Bueil-en-Touraine                | Décret du 23 août 1920 |
| 37049      | Chambourg             | Indre-et-Loire  | Chambourg-sur-Indre              | Décret du 23 août 1920 |
| 37050      | Chambray              | Indre-et-Loire  | Chambray-lès-Tours               | Décret du 23 août 1920 |
| 37055      | Channay               | Indre-et-Loire  | Channay-sur-Lathan               | Décret du 23 août 1920 |
| 37057      | La Chapelle-Blanche   | Indre-et-Loire  | La Chapelle-Blanche-Saint-Martin | Décret du 23 août 1920 |
| 37086      | Courcelles            | Indre-et-Loire  | Courcelles-de-Touraine           | Décret du 23 août 1920 |
| 37095      | Dame-Marie            | Indre-et-Loire  | Dame-Marie-les-Bois              | Décret du 23 août 1920 |
| 37097      | Dolus                 | Indre-et-Loire  | Dolus-le-Sec                     | Décret du 23 août 1920 |
| 37120      | Ingrandes             | Indre-et-Loire  | Ingrandes-de-Touraine            | Décret du 23 août 1920 |
| 37151      | La Membrolle          | Indre-et-Loire  | La Membrolle-sur-Choisille       | Décret du 23 août 1920 |
| 37156      | Montlouis             | Indre-et-Loire  | Montlouis-sur-Loire              | Décret du 23 août 1920 |
| 37185      | Pocé                  | Indre-et-Loire  | Pocé-sur-Cisse                   | Décret du 23 août 1920 |
| 37192      | Reignac               | Indre-et-Loire  | Reignac-sur-Indre                | Décret du 23 août 1920 |
| 37199      | Rilly                 | Indre-et-Loire  | Rilly-sur-Vienne                 | Décret du 23 août 1920 |
| 37204      | Rouziers              | Indre-et-Loire  | Rouziers-de-Touraine             | Décret du 23 août 1920 |
| 37227      | Saint-Michel          | Indre-et-Loire  | Saint-Michel-sur-Loire           | Décret du 23 août 1920 |
| 37230      | Saint-Ouen            | Indre-et-Loire  | Saint-Ouen-les-Vignes            | Décret du 23 août 1920 |
| 37235      | Sainte-Radegonde      | Indre-et-Loire  | Sainte-Radegonde-en-Touraine     | Décret du 23 août 1920 |
| 37252      | Souvigny              | Indre-et-Loire  | Souvigny-de-Touraine             | Décret du 23 août 1920 |

#### Septembre
| Code INSEE | Ancienne dénomination | Département                            | Nouvelle dénomination | Date                        |
| ---------- | --------------------- | -------------------------------------- | --------------------- | --------------------------- |
| 92019      | Châtenay              | Seine (actuellement Hauts-de-Seine)    | Châtenay-Malabry      | Décret du 15 septembre 1920 |
| 93031      | Épinay                | Seine (actuellement Seine-Saint-Denis) | Épinay-sur-Seine      | Décret du 15 septembre 1920 |
| 93059      | Pierrefitte           | Seine (actuellement Seine-Saint-Denis) | Pierrefitte-sur-Seine | Décret du 15 septembre 1920 |
| 94021      | Chevilly              | Seine (actuellement Val-de-Marne)      | Chevilly-Larue        | Décret du 15 septembre 1920 |
| 94058      | Le Perreux            | Seine (actuellement Val-de-Marne)      | Le Perreux-sur-Marne  | Décret du 15 septembre 1920 |

#### Novembre
| Code INSEE | Ancienne dénomination | Département                      | Nouvelle dénomination      | Date                        |
| ---------- | --------------------- | -------------------------------- | -------------------------- | --------------------------- |
| 49011      | Artannes              | Maine-et-Loire                   | Artannes-sur-Thouet        | Décret du 11 novembre 1920  |
| 49021      | Beaufort              | Maine-et-Loire                   | Beaufort-en-Vallée         | Décret du 11 novembre 1920  |
| 49022      | Beaulieu              | Maine-et-Loire                   | Beaulieu-sur-Layon         | Décret du 11 novembre 1920  |
| 49027      | Bégrolles             | Maine-et-Loire                   | Bégrolles-en-Mauges        | Décret du 11 novembre 1920  |
| 49034      | Botz                  | Maine-et-Loire                   | Botz-en-Mauges             | Décret du 11 novembre 1920  |
| 49061      | La Potherie           | Maine-et-Loire                   | Challain-la-Potherie       | Décret du 11 novembre 1920  |
| 49070      | Chanteloup            | Maine-et-Loire                   | Chanteloup-les-Bois        | Décret du 11 novembre 1920  |
| 49107      | Cornillé              | Maine-et-Loire                   | Cornillé-les-Caves         | Décret du 11 novembre 1920  |
| 49136      | La Ferrière           | Maine-et-Loire                   | La Ferrière-de-Flée        | Décret du 11 novembre 1920  |
| 49200      | La Membrolle          | Maine-et-Loire                   | La Membrolle-sur-Longuenée | Décret du 11 novembre 1920  |
| 49204      | Le Mesnil             | Maine-et-Loire                   | Le Mesnil-en-Vallée        | Décret du 11 novembre 1920  |
| 49222      | Mozé                  | Maine-et-Loire                   | Mozé-sur-Louet             | Décret du 11 novembre 1920  |
| 49238      | Pellouailles          | Maine-et-Loire                   | Pellouailles-les-Vignes    | Décret du 11 novembre 1920  |
| 49273      | Saint-Crespin         | Maine-et-Loire                   | Saint-Crespin-sur-Moine    | Décret du 11 novembre 1920  |
| 49308      | Saint-Melaine         | Maine-et-Loire                   | Saint-Melaine-sur-Aubance  | Décret du 11 novembre 1920  |
| 49318      | Saint-Saturnin        | Maine-et-Loire                   | Saint-Saturnin-sur-Loire   | Décret du 11 novembre 1920  |
| 49330      | Sceaux                | Maine-et-Loire                   | Sceaux-d'Anjou             | Décret du 11 novembre 1920  |
| 49333      | Seiches               | Maine-et-Loire                   | Seiches-sur-le-Loir        | Décret du 11 novembre 1920  |
| 49338      | Soulaines             | Maine-et-Loire                   | Soulaines-sur-Aubance      | Décret du 11 novembre 1920  |
| 49344      | Thorigné              | Maine-et-Loire                   | Thorigné-d'Anjou           | Décret du 11 novembre 1920  |
| 49367      | Vern                  | Maine-et-Loire                   | Vern-d'Anjou               | Décret du 11 novembre 1920  |
| 49375      | Villedieu             | Maine-et-Loire                   | Villedieu-la-Blouère       | Décret du 11 novembre 1920  |
| 01122      | Cormaranche           | Ain                              | Cormaranche-en-Bugey       | Décret du 27 novembre 1920, |
| 2B354      | Gatti-di-Vivario      | Corse (actuellement Haute-Corse) | Vivario                    | Décret du 27 novembre 1920, |

#### Décembre
| Code INSEE | Ancienne dénomination | Département      | Nouvelle dénomination     | Date                       |
| ---------- | --------------------- | ---------------- | ------------------------- | -------------------------- |
| 10099      | Chessy                | Aube             | Chessy-les-Prés           | Décret du 6 décembre 1920  |
| 10117      | Crespy                | Aube             | Crespy-le-Neuf            | Décret du 6 décembre 1920  |
| 10417      | Villemoiron           | Aube             | Villemoiron-en-Othe       | Décret du 6 décembre 1920  |
| 35353      | Vezin                 | Ille-et-Vilaine  | Vezin-le-Coquet           | Décret du 6 décembre 1920  |
| 80128      | Bouvincourt           | Somme            | Bouvincourt-en-Vermandois | Décret du 7 décembre 1920  |
| 89140      | Dillo                 | Yonne            | Dilo                      | Décret du 7 décembre 1920  |
| 08070      | Blanzy                | Ardennes         | Blanzy-la-Salonnaise      | Décret du 13 décembre 1920 |
| 14115      | Bures                 | Calvados         | Bures-les-Monts           | Décret du 13 décembre 1920 |
| 14467      | Noron                 | Calvados         | Noron-l'Abbaye            | Décret du 13 décembre 1920 |
| 44159      | Saint-Fiacre          | Loire-Inférieure | Saint-Fiacre-sur-Maine    | Décret du 13 décembre 1920 |
| 44165      | Saint-Hilaire-du-Bois | Loire-Inférieure | Saint-Hilaire-de-Clisson  | Décret du 13 décembre 1920 |
| 44190      | Saint-Sébastien       | Loire-Inférieure | Saint-Sébastien-sur-Loire | Décret du 13 décembre 1920 |
| 38468      | Salaise               | Isère            | Salaise-sur-Sanne         | Décret du 13 décembre 1920 |
| 26072      | Chantemerle           | Drôme            | Chantemerle-les-Blés      | Décret du 30 décembre 1920 |
| 26141      | Gigors                | Drôme            | Gigors-et-Lozeron         | Décret du 30 décembre 1920 |
| 26251      | Portes                | Drôme            | Portes-en-Valdaine        | Décret du 30 décembre 1920 |
| 26328      | Saint-Sauveur         | Drôme            | Saint-Sauveur-en-Diois    | Décret du 30 décembre 1920 |
| 26335      | Salles                | Drôme            | Salles-sous-Bois          | Décret du 30 décembre 1920 |

### 1921

#### Janvier
| Code INSEE | Ancienne dénomination | Département      | Nouvelle dénomination       | Date                       |
| ---------- | --------------------- | ---------------- | --------------------------- | -------------------------- |
| 11183      | Ladern                | Aude             | Ladern-sur-Lauquet          | Décret du 5 janvier 1921   |
| 11360      | Saint-Nazaire         | Aude             | Saint-Nazaire-d'Aude        | Décret du 5 janvier 1921   |
| 19030      | Brignac               | Corrèze          | Brignac-la-Plaine           | Décret du 7 janvier 1921   |
| 77250      | Leudon                | Seine-et-Marne   | Leudon-en-Brie              | Décret du 7 janvier 1921   |
| 62505      | Leulinghen            | Pas-de-Calais    | Leulinghen-Bernes           | Décret du 7 janvier 1921   |
| 32286      | Montestruc            | Gers             | Montestruc-sur-Gers         | Décret du 7 janvier 1921   |
| 76490      | Ourville              | Seine-Inférieure | Ourville-en-Caux            | Décret du 7 janvier 1921   |
| 47295      | Savignac              | Lot-et-Garonne   | Savignac-sur-Leyze          | Décret du 7 janvier 1921   |
| 36229      | Varennes              | Indre            | Varennes-sur-Fouzon         | Décret du 7 janvier 1921   |
| 02099      | Bonnes                | Aisne            | Bonnesvalyn                 | Décret du 29 janvier 1921, |
| 02190      | Chivres               | Aisne            | Chivres-Val                 | Décret du 29 janvier 1921, |
| 31059      | Belbèze               | Haute-Garonne    | Belbèze-Escoulis            | Décret du 29 janvier 1921, |
| 31060      | Bélesta               | Haute-Garonne    | Bélesta-de-Lauragais        | Décret du 29 janvier 1921, |
| 31074      | Bonrepos              | Haute-Garonne    | Bonrepos-Riquet             | Décret du 29 janvier 1921, |
| 28116      | Courville             | Eure-et-Loir     | Courville-sur-Eure          | Décret du 29 janvier 1921, |
| 09263      | Saint-Jean            | Ariège           | Saint-Jean-du-Castillonnais | Décret du 29 janvier 1921, |

#### Février
| Code INSEE | Ancienne dénomination | Département | Nouvelle dénomination       | Date                      |
| ---------- | --------------------- | ----------- | --------------------------- | ------------------------- |
| 83107      | Roquebrune            | Var         | Roquebrune-sur-Argens       | Décret du 7 février 1921  |
| 34211      | Le Poujol             | Hérault     | Le Poujol-sur-Orb           | Décret du 14 février 1921 |
| 50347      | Montjoie              | Manche      | Montjoie-Saint-Martin       | Décret du 16 février 1921 |
| 50558      | Saint-Symphorien      | Manche      | Saint-Symphorien-le-Valois  | Décret du 16 février 1921 |
| 50559      | Saint-Symphorien      | Manche      | Saint-Symphorien-les-Buttes | Décret du 16 février 1921 |
| 83125      | Seillons              | Var         | Seillons-Source-d'Argens    | Décret du 21 février 1921 |

#### Mars
| Code INSEE | Ancienne dénomination | Département | Nouvelle dénomination    | Date                   |
| ---------- | --------------------- | ----------- | ------------------------ | ---------------------- |
| 50525      | Montjoie              | Manche      | Saint-Michel-de-Montjoie | Décret du 22 mars 1921 |
| 26218      | Mours                 | Drôme       | Mours-Saint-Eusèbe       | Décret du 22 mars 1921 |

#### Avril
| Code INSEE | Ancienne dénomination | Département                       | Nouvelle dénomination | Date                     |
| ---------- | --------------------- | --------------------------------- | --------------------- | ------------------------ |
| 35051      | Cesson                | Ille-et-Vilaine                   | Cesson-Sévigné        | Décret du 23 avril 1921, |
| 76397      | Longueville           | Seine-Inférieure                  | Longueville-sur-Scie  | Décret du 23 avril 1921, |
| 08328      | Nouzon                | Ardennes                          | Nouzonville           | Décret du 23 avril 1921, |
| 2A215      | Caldarello            | Corse (actuellement Corse-du-Sud) | Pianottoli-Caldarello | Décret du 23 avril 1921, |
| 2A259      | Scanafaghiaccia       | Corse (actuellement Corse-du-Sud) | Rezza                 | Décret du 23 avril 1921, |

#### Mai
| Code INSEE | Ancienne dénomination   | Département | Nouvelle dénomination | Date                  |
| ---------- | ----------------------- | ----------- | --------------------- | --------------------- |
| 60241      | Fontaine-les-Corps-Nuds | Oise        | Fontaine-Chaalis      | Décret du 27 mai 1921 |

#### Juin
| Code INSEE | Ancienne dénomination | Département   | Nouvelle dénomination     | Date                   |
| ---------- | --------------------- | ------------- | ------------------------- | ---------------------- |
| 31009      | Antichan              | Haute-Garonne | Antichan-de-Frontignes    | Décret du 22 juin 1921 |
| 31026      | Auriac                | Haute-Garonne | Auriac-sur-Vendinelle     | Décret du 22 juin 1921 |
| 31037      | Avignonet             | Haute-Garonne | Avignonet-Lauragais       | Décret du 22 juin 1921 |
| 31052      | Beaumont              | Haute-Garonne | Beaumont-sur-Lèze         | Décret du 22 juin 1921 |
| 31076      | Bordes                | Haute-Garonne | Bordes-de-Rivière         | Décret du 22 juin 1921 |
| 31095      | Cabanac               | Haute-Garonne | Cabanac-Cazaux            | Décret du 22 juin 1921 |
| 31113      | Castanet              | Haute-Garonne | Castanet-Tolosan          | Décret du 22 juin 1921 |
| 31167      | Encausse              | Haute-Garonne | Encausse-les-Thermes      | Décret du 22 juin 1921 |
| 31256      | Labruyère             | Haute-Garonne | Labruyère-Dorsa           | Décret du 22 juin 1921 |
| 31263      | Lagardelle            | Haute-Garonne | Lagardelle-sur-Lèze       | Décret du 22 juin 1921 |
| 31265      | Lagraulet             | Haute-Garonne | Lagraulet-Saint-Nicolas   | Décret du 22 juin 1921 |
| 31288      | Layrac                | Haute-Garonne | Layrac-sur-Tarn           | Décret du 22 juin 1921 |
| 31296      | Lestelle              | Haute-Garonne | Lestelle-de-Saint-Martory | Décret du 22 juin 1921 |
| 31304      | Loubens               | Haute-Garonne | Loubens-Lauragais         | Décret du 22 juin 1921 |
| 31365      | Montbrun              | Haute-Garonne | Montbrun-Bocage           | Décret du 22 juin 1921 |
| 31386      | Montoulieu            | Haute-Garonne | Montoulieu-Saint-Bernard  | Décret du 22 juin 1921 |
| 31398      | Nizan                 | Haute-Garonne | Nizan-Gesse               | Décret du 22 juin 1921 |
| 31419      | Le Pin                | Haute-Garonne | Le Pin-Murelet            | Décret du 22 juin 1921 |
| 31433      | Portet                | Haute-Garonne | Portet-sur-Garonne        | Décret du 22 juin 1921 |
| 31457      | Roquefort             | Haute-Garonne | Roquefort-sur-Garonne     | Décret du 22 juin 1921 |
| 31462      | Rouffiac              | Haute-Garonne | Rouffiac-Tolosan          | Décret du 22 juin 1921 |
| 31476      | Saint-Élix            | Haute-Garonne | Saint-Élix-le-Château     | Décret du 22 juin 1921 |
| 31478      | Saint-Félix           | Haute-Garonne | Saint-Félix-Lauragais     | Décret du 22 juin 1921 |
| 31484      | Saint-Geniès          | Haute-Garonne | Saint-Geniès-Bellevue     | Décret du 22 juin 1921 |
| 31493      | Saint-Lary            | Haute-Garonne | Saint-Lary-Bonjean        | Décret du 22 juin 1921 |
| 31560      | Trébons               | Haute-Garonne | Trébons-sur-la-Grasse     | Décret du 22 juin 1921 |
| 31584      | Villemur              | Haute-Garonne | Villemur-sur-Tarn         | Décret du 22 juin 1921 |

#### Juillet
| Code INSEE | Ancienne dénomination | Département | Nouvelle dénomination | Date                      |
| ---------- | --------------------- | ----------- | --------------------- | ------------------------- |
| 45041      | Bordeaux              | Loiret      | Bordeaux-en-Gâtinais  | Décret du 2 juillet 1921  |
| 55305      | Louppy-le-Petit       | Meuse       | Louppy-sur-Chée       | Décret du 16 juillet 1921 |

#### Août
| Code INSEE | Ancienne dénomination | Département | Nouvelle dénomination | Date                   |
| ---------- | --------------------- | ----------- | --------------------- | ---------------------- |
| 15012      | Arpajon               | Cantal      | Arpajon-sur-Cère      | Décret du 3 août 1921, |
| 60066      | Béthancourt           | Oise        | Béthancourt-en-Valois | Décret du 3 août 1921, |
| 60082      | Bonneuil              | Oise        | Bonneuil-les-Eaux     | Décret du 3 août 1921, |
| 60507      | Pontoise              | Oise        | Pontoise-lès-Noyon    | Décret du 3 août 1921, |
| 08340      | Poilcourt             | Ardennes    | Poilcourt-Sydney      | Décret du 3 août 1921, |

#### Octobre
| Code INSEE | Ancienne dénomination | Département         | Nouvelle dénomination      | Date                      |
| ---------- | --------------------- | ------------------- | -------------------------- | ------------------------- |
| 17049      | Blanzay               | Charente-Inférieure | Blanzay-sur-Boutonne       | Décret du 25 octobre 1921 |
| 59129      | Cappelle              | Nord                | Cappelle-en-Pévèle         | Décret du 25 octobre 1921 |
| 59247      | Forest                | Nord                | Forest-sur-Marque          | Décret du 25 octobre 1921 |
| 76389      | Lintot                | Seine-Inférieure    | Lintot-les-Bois            | Décret du 25 octobre 1921 |
| 09202      | Montégut              | Ariège              | Montégut-Plantaurel        | Décret du 25 octobre 1921 |
| 74161      | Marcellaz             | Haute-Savoie        | Marcellaz-Albanais         | Décret du 25 octobre 1921 |
| 74245      | Saint-Martin          | Haute-Savoie        | Saint-Martin-Bellevue      | Décret du 25 octobre 1921 |
| 50543      | Saint-Quentin         | Manche              | Saint-Quentin-sur-le-Homme | Décret du 25 octobre 1921 |

#### Novembre
| Code INSEE | Ancienne dénomination | Département     | Nouvelle dénomination   | Date                        |
| ---------- | --------------------- | --------------- | ----------------------- | --------------------------- |
| 21128      | Chailly               | Côte-d'Or       | Chailly-sur-Armançon    | Décret du 14 novembre 1921, |
| 74056      | Chamonix              | Haute-Savoie    | Chamonix-Mont-Blanc     | Décret du 14 novembre 1921, |
| 35093      | Dinard-Saint-Énogat   | Ille-et-Vilaine | Dinard                  | Décret du 14 novembre 1921, |
| 32180      | Lagraulet             | Gers            | Lagraulet-du-Gers       | Décret du 14 novembre 1921, |
| 02410      | Largny                | Aisne           | Largny-sur-Automne      | Décret du 14 novembre 1921, |
| 02532      | Moy                   | Aisne           | Moÿ-de-l'Aisne          | Décret du 14 novembre 1921, |
| 51519      | Saint-Thomas          | Marne           | Saint-Thomas-en-Argonne | Décret du 14 novembre 1921, |

#### Décembre
| Code INSEE | Ancienne dénomination    | Département    | Nouvelle dénomination | Date                       |
| ---------- | ------------------------ | -------------- | --------------------- | -------------------------- |
| 26047      | Bellegarde               | Drôme          | Bellegarde-en-Diois   | Décret du 12 décembre 1921 |
| 47043      | Buzet                    | Lot-et-Garonne | Buzet-sur-Baïse       | Décret du 12 décembre 1921 |
| 59131      | Cappelle                 | Nord           | Cappelle-la-Grande    | Décret du 12 décembre 1921 |
| 14436      | Monceaux                 | Calvados       | Monceaux-en-Bessin    | Décret du 12 décembre 1921 |
| 14744      | Vienne                   | Calvados       | Vienne-en-Bessin      | Décret du 12 décembre 1921 |
| 43061      | Saint-Quentin-Chaspinhac | Haute-Loire    | Chaspinhac            | Décret du 24 décembre 1921 |

### 1922

#### Janvier
| Code INSEE | Ancienne dénomination   | Département | Nouvelle dénomination    | Date                      |
| ---------- | ----------------------- | ----------- | ------------------------ | ------------------------- |
| 30120      | Castillon-de-Gagnières  | Gard        | Gagnières                | Décret du 11 janvier 1922 |
| 60165      | Le Coudray-Belle-Gueule | Oise        | Le Coudray-sur-Thelle    | Décret du 12 janvier 1922 |
| 51047      | Belval-sous-Hans        | Marne       | Belval-en-Argonne        | Décret du 20 janvier 1922 |
| 25033      | Autechaux               | Doubs       | Autechaux-Roide          | Décret du 24 janvier 1922 |
| 25076      | Bonnevaux               | Doubs       | Bonnevaux-le-Prieuré     | Décret du 24 janvier 1922 |
| 25105      | Byans                   | Doubs       | Byans-sur-Doubs          | Décret du 24 janvier 1922 |
| 25123      | Charbonnières           | Doubs       | Charbonnières-les-Sapins | Décret du 24 janvier 1922 |
| 25129      | Chassagne               | Doubs       | Chassagne-Saint-Denis    | Décret du 24 janvier 1922 |
| 25168      | Coulans                 | Doubs       | Coulans-sur-Lizon        | Décret du 24 janvier 1922 |
| 25189      | Dammartin               | Doubs       | Dammartin-les-Templiers  | Décret du 24 janvier 1922 |
| 25195      | Dannemarie              | Doubs       | Dannemarie-sur-Crète     | Décret du 24 janvier 1922 |
| 25202      | Dompierre               | Doubs       | Dompierre-les-Tilleuls   | Décret du 24 janvier 1922 |
| 25235      | Ferrières               | Doubs       | Ferrières-les-Bois       | Décret du 24 janvier 1922 |
| 25299      | Guillon                 | Doubs       | Guillon-les-Bains        | Décret du 24 janvier 1922 |
| 25329      | Laval                   | Doubs       | Laval-le-Prieuré         | Décret du 24 janvier 1922 |
| 25358      | Maisières               | Doubs       | Maisières-Notre-Dame     | Décret du 24 janvier 1922 |
| 25366      | Mancenans               | Doubs       | Mancenans-Lizerne        | Décret du 24 janvier 1922 |
| 25371      | Mazerolles              | Doubs       | Mazerolles-le-Salin      | Décret du 24 janvier 1922 |
| 25381      | Miserey                 | Doubs       | Miserey-Salines          | Décret du 24 janvier 1922 |
| 25397      | Montferrand             | Doubs       | Montferrand-le-Château   | Décret du 24 janvier 1922 |
| 25402      | Montjoie                | Doubs       | Montjoie-le-Château      | Décret du 24 janvier 1922 |
| 25499      | Romain                  | Doubs       | Romain-la-Roche          | Décret du 24 janvier 1922 |
| 25510      | Ruffey                  | Doubs       | Ruffey-le-Château        | Décret du 24 janvier 1922 |
| 25524      | Saint-Maurice           | Doubs       | Saint-Maurice-Échelotte  | Décret du 24 janvier 1922 |
| 25546      | Silley                  | Doubs       | Silley-Bléfond           | Décret du 24 janvier 1922 |
| 25594      | Velesmes                | Doubs       | Velesmes-Essarts         | Décret du 24 janvier 1922 |
| 25626      | Villers-le-Sec          | Doubs       | Villers-Saint-Martin     | Décret du 24 janvier 1922 |

#### Février
| Code INSEE | Ancienne dénomination | Département    | Nouvelle dénomination       | Date                      |
| ---------- | --------------------- | -------------- | --------------------------- | ------------------------- |
| 24229      | Bersac                | Dordogne       | Le Lardin                   | Décret du 2 février 1922  |
| 16358      | Saint-Yrieix          | Charente       | Saint-Yrieix-sur-Charente   | Décret du 2 février 1922  |
| 49003      | Ambillou              | Maine-et-Loire | Ambillou-Château            | Décret du 14 février 1922 |
| 49026      | Bécon                 | Maine-et-Loire | Bécon-les-Granits           | Décret du 14 février 1922 |
| 49066      | Champ                 | Maine-et-Loire | Champ-sur-Layon             | Décret du 14 février 1922 |
| 49133      | Faveraye              | Maine-et-Loire | Faveraye-Mâchelles          | Décret du 14 février 1922 |
| 49234      | Parçay                | Maine-et-Loire | Parçay-les-Pins             | Décret du 14 février 1922 |
| 49236      | Passavant             | Maine-et-Loire | Passavant-sur-Layon         | Décret du 14 février 1922 |
| 49267      | Saint-Barthélemy      | Maine-et-Loire | Saint-Barthélemy-d'Anjou    | Décret du 14 février 1922 |
| 49323      | Saint-Sylvain         | Maine-et-Loire | Saint-Sylvain-d'Anjou       | Décret du 14 février 1922 |
| 55002      | Abaucourt             | Meuse          | Abaucourt-lès-Souppleville  | Décret du 24 février 1922 |
| 55003      | Ailly                 | Meuse          | Ailly-sur-Meuse             | Décret du 24 février 1922 |
| 55007      | Ambly                 | Meuse          | Ambly-sur-Meuse             | Décret du 24 février 1922 |
| 55013      | Arrancy               | Meuse          | Arrancy-sur-Crusne          | Décret du 24 février 1922 |
| 55018      | Autréville            | Meuse          | Autréville-Saint-Lambert    | Décret du 24 février 1922 |
| 55020      | Auzéville             | Meuse          | Auzéville-en-Argonne        | Décret du 24 février 1922 |
| 55034      | Bazeilles             | Meuse          | Bazeilles-sur-Othain        | Décret du 24 février 1922 |
| 55037      | Beaufort              | Meuse          | Beaufort-en-Argonne         | Décret du 24 février 1922 |
| 55039      | Beaumont              | Meuse          | Beaumont-en-Verdunois       | Décret du 24 février 1922 |
| 55043      | Belleville            | Meuse          | Belleville-sur-Meuse        | Décret du 24 février 1922 |
| 55045      | Belrupt               | Meuse          | Belrupt-en-Verdunois        | Décret du 24 février 1922 |
| 55057      | Boinville             | Meuse          | Boinville-en-Woëvre         | Décret du 24 février 1922 |
| 55066      | Bovée                 | Meuse          | Bovée-sur-Barboure          | Décret du 24 février 1922 |
| 55073      | Bras                  | Meuse          | Bras-sur-Meuse              | Décret du 24 février 1922 |
| 55093      | Buxières              | Meuse          | Buxières-sous-les-Côtes     | Décret du 24 février 1922 |
| 55102      | Charny                | Meuse          | Charny-sur-Meuse            | Décret du 24 février 1922 |
| 55115      | Cierges               | Meuse          | Cierges-sous-Montfaucon     | Décret du 24 février 1922 |
| 55121      | Combres               | Meuse          | Combres-sous-les-Côtes      | Décret du 24 février 1922 |
| 55139      | Cumières              | Meuse          | Cumières-le-Mort-Homme      | Décret du 24 février 1922 |
| 55153      | Dieppe                | Meuse          | Dieppe-sous-Douaumont       | Décret du 24 février 1922 |
| 55166      | Dugny                 | Meuse          | Dugny-sur-Meuse             | Décret du 24 février 1922 |
| 55180      | Esnes                 | Meuse          | Esnes-en-Argonne            | Décret du 24 février 1922 |
| 55193      | Forges                | Meuse          | Forges-sur-Meuse            | Décret du 24 février 1922 |
| 55208      | Gesnes                | Meuse          | Gesnes-en-Argonne           | Décret du 24 février 1922 |
| 55225      | Halles                | Meuse          | Halles-sous-les-Côtes       | Décret du 24 février 1922 |
| 55240      | Hautecourt            | Meuse          | Hautecourt-lès-Broville     | Décret du 24 février 1922 |
| 55244      | Herméville            | Meuse          | Herméville-en-Woëvre        | Décret du 24 février 1922 |
| 55245      | Heudicourt            | Meuse          | Heudicourt-sous-les-Côtes   | Décret du 24 février 1922 |
| 55287      | Lempire               | Meuse          | Lempire-aux-Bois            | Décret du 24 février 1922 |
| 55307      | Louvemont             | Meuse          | Louvemont-Côte-du-Poivre    | Décret du 24 février 1922 |
| 55320      | Marchéville           | Meuse          | Marchéville-en-Woëvre       | Décret du 24 février 1922 |
| 55323      | Martincourt           | Meuse          | Martincourt-sur-Meuse       | Décret du 24 février 1922 |
| 55325      | Maucourt              | Meuse          | Maucourt-sur-Orne           | Décret du 24 février 1922 |
| 55336      | Merles                | Meuse          | Merles-sur-Loison           | Décret du 24 février 1922 |
| 55362      | Moulins               | Meuse          | Moulins-Saint-Hubert        | Décret du 24 février 1922 |
| 55383      | Neuvilly              | Meuse          | Neuvilly-en-Argonne         | Décret du 24 février 1922 |
| 55391      | Olizy                 | Meuse          | Olizy-sur-Chiers            | Décret du 24 février 1922 |
| 55408      | Pouilly               | Meuse          | Pouilly-sur-Meuse           | Décret du 24 février 1922 |
| 55422      | Regnéville            | Meuse          | Regnéville-sur-Meuse        | Décret du 24 février 1922 |
| 55428      | Réville               | Meuse          | Réville-aux-Bois            | Décret du 24 février 1922 |
| 55443      | Rouvres               | Meuse          | Rouvres-en-Woëvre           | Décret du 24 février 1922 |
| 55451      | Saint-Agnant          | Meuse          | Saint-Agnant-sous-les-Côtes | Décret du 24 février 1922 |
| 55455      | Saint-Benoît          | Meuse          | Saint-Benoît-en-Woëvre      | Décret du 24 février 1922 |
| 55457      | Saint-Hilaire         | Meuse          | Saint-Hilaire-en-Woëvre     | Décret du 24 février 1922 |
| 55460      | Saint-Julien          | Meuse          | Saint-Julien-sous-les-Côtes | Décret du 24 février 1922 |
| 55461      | Saint-Laurent         | Meuse          | Saint-Laurent-sur-Othain    | Décret du 24 février 1922 |
| 55469      | Sassey                | Meuse          | Sassey-sur-Meuse            | Décret du 24 février 1922 |
| 55505      | Thierville            | Meuse          | Thierville-sur-Meuse        | Décret du 24 février 1922 |

#### Mars
| Code INSEE | Ancienne dénomination | Département   | Nouvelle dénomination | Date                   |
| ---------- | --------------------- | ------------- | --------------------- | ---------------------- |
| 62212      | Capelle               | Pas-de-Calais | Capelle-en-Artois     | Décret du 27 mars 1922 |

#### Avril
| Code INSEE | Ancienne dénomination | Département  | Nouvelle dénomination | Date                    |
| ---------- | --------------------- | ------------ | --------------------- | ----------------------- |
| 74115      | Esserts               | Haute-Savoie | Esserts-Salève        | Décret du 20 avril 1922 |

#### Mai
| Code INSEE | Ancienne dénomination | Département                             | Nouvelle dénomination     | Date                  |
| ---------- | --------------------- | --------------------------------------- | ------------------------- | --------------------- |
| 95058      | Bernes                | Seine-et-Oise (actuellement Val-d'Oise) | Bernes-sur-Oise           | Décret du 9 mai 1922  |
| 78537      | Saint-Arnoult         | Seine-et-Oise (actuellement Yvelines)   | Saint-Arnoult-en-Yvelines | Décret du 9 mai 1922  |
| 91661      | Villebon              | Seine-et-Oise (actuellement Essonne)    | Villebon-sur-Yvette       | Décret du 9 mai 1922  |
| 62203      | Campagne              | Pas-de-Calais                           | Campagne-lès-Guînes       | Décret du 15 mai 1922 |
| 78138      | Chanteloup            | Seine-et-Oise (actuellement Yvelines)   | Chanteloup-les-Vignes     | Décret du 15 mai 1922 |

#### Juin
| Code INSEE | Ancienne dénomination | Département                             | Nouvelle dénomination | Date                   |
| ---------- | --------------------- | --------------------------------------- | --------------------- | ---------------------- |
| 95316      | Jagny                 | Seine-et-Oise (actuellement Val-d'Oise) | Jagny-sous-Bois       | Décret du 26 juin 1922 |
| 95660      | Villaines             | Seine-et-Oise (actuellement Val-d'Oise) | Villaines-sous-Bois   | Décret du 26 juin 1922 |

#### Juillet
| Code INSEE | Ancienne dénomination      | Département   | Nouvelle dénomination   | Date                       |
| ---------- | -------------------------- | ------------- | ----------------------- | -------------------------- |
| 43092      | Fay-le-Froid               | Haute-Loire   | Fay-sur-Lignon          | Décret du 3 juillet 1922   |
| 62693      | Rebreuve                   | Pas-de-Calais | Rebreuve-sous-les-Monts | Décret du 3 juillet 1922   |
| 61404      | Saint-Hilaire-lès-Mortagne | Orne          | Saint-Hilaire-le-Châtel | Décret du 3 juillet 1922   |
| 89110      | Civry                      | Yonne         | Civry-sur-Serein        | Décret du 12 juillet 1922, |

#### Août
| Code INSEE | Ancienne dénomination       | Département                          | Nouvelle dénomination         | Date                   |
| ---------- | --------------------------- | ------------------------------------ | ----------------------------- | ---------------------- |
| 07285      | Saint-Pierre-des-Macchabées | Ardèche                              | Saint-Pierre-sur-Doux         | Décret du 4 août 1922  |
| 17074      | Bussac                      | Charente-Inférieure                  | Bussac-Forêt                  | Décret du 6 août 1922, |
| 17184      | Saint-Symphorien            | Charente-Inférieure                  | La Gripperie-Saint-Symphorien | Décret du 6 août 1922, |
| 17206      | Loiré                       | Charente-Inférieure                  | Loiré-sur-Nie                 | Décret du 6 août 1922, |
| 55021      | Avillers                    | Meuse                                | Avillers-Sainte-Croix         | Décret du 6 août 1922, |
| 55062      | Bouconville                 | Meuse                                | Bouconville-sur-Madt          | Décret du 6 août 1922, |
| 55192      | Fontaines                   | Meuse                                | Fontaines-Saint-Clair         | Décret du 6 août 1922, |
| 55235      | Haucourt                    | Meuse                                | Haucourt-la-Rigole            | Décret du 6 août 1922, |
| 55256      | Jonville                    | Meuse                                | Jonville-en-Woëvre            | Décret du 6 août 1922, |
| 55310      | Luzy                        | Meuse                                | Luzy-Saint-Martin             | Décret du 6 août 1922, |
| 55410      | Quincy                      | Meuse                                | Quincy-sur-Loison             | Décret du 6 août 1922, |
| 55465      | Saint-Rémy                  | Meuse                                | Saint-Rémy-la-Calonne         | Décret du 6 août 1922, |
| 91095      | Bouray                      | Seine-et-Oise (actuellement Essonne) | Bouray-sur-Juine              | Décret du 6 août 1922, |
| 51253      | Florent                     | Marne                                | Florent-en-Argonne            | Décret du 6 août 1922, |
| 77458      | Souppes                     | Seine-et-Marne                       | Souppes-sur-Loing             | Décret du 6 août 1922, |

#### Octobre
| Code INSEE | Ancienne dénomination | Département | Nouvelle dénomination  | Date                       |
| ---------- | --------------------- | ----------- | ---------------------- | -------------------------- |
| 02053      | Baulne                | Aisne       | Baulne-en-Brie         | Décret du 31 octobre 1922, |
| 02189      | Chivres               | Aisne       | Chivres-en-Laonnois    | Décret du 31 octobre 1922, |
| 59164      | Croix                 | Nord        | Croix-Caluyaux         | Décret du 31 octobre 1922, |
| 18130      | Loye                  | Cher        | Loye-sur-Arnon         | Décret du 31 octobre 1922, |
| 10299      | Pouan                 | Aube        | Pouan-les-Vallées      | Décret du 31 octobre 1922, |
| 52303      | Maizières             | Haute-Marne | Maizières-sur-Amance   | Décret du 31 octobre 1922, |
| 52409      | Provenchères          | Haute-Marne | Provenchères-sur-Marne | Décret du 31 octobre 1922, |
| 52410      | Provenchères          | Haute-Marne | Provenchères-sur-Meuse | Décret du 31 octobre 1922, |

#### Novembre
| Code INSEE | Ancienne dénomination | Département  | Nouvelle dénomination | Date                       |
| ---------- | --------------------- | ------------ | --------------------- | -------------------------- |
| 41279      | Villedieu-en-Beauce   | Loir-et-Cher | Villedieu-le-Château  | Décret du 22 novembre 1922 |

#### Décembre
| Code INSEE | Ancienne dénomination | Département     | Nouvelle dénomination | Date                        |
| ---------- | --------------------- | --------------- | --------------------- | --------------------------- |
| 06027      | Cagnes                | Alpes-Maritimes | Cagnes-sur-Mer        | Décret du 20 décembre 1922, |
| 21480      | Pernand               | Côte-d'Or       | Pernand-Vergelesses   | Décret du 20 décembre 1922, |
| 40324      | Vicq                  | Landes          | Vicq-d'Auribat        | Décret du 20 décembre 1922, |

### 1923

#### Janvier
| Code INSEE | Ancienne dénomination | Département      | Nouvelle dénomination   | Date                      |
| ---------- | --------------------- | ---------------- | ----------------------- | ------------------------- |
| 42322      | La Valla              | Loire            | La Valla-en-Gier        | Décret du 16 janvier 1923 |
| 47235      | Saint-Colomb          | Lot-et-Garonne   | Saint-Colomb-de-Lauzun  | Décret du 16 janvier 1923 |
| 58072      | Chevenon-Jaugenay     | Nièvre           | Chevenon                | Décret du 16 janvier 1923 |
| 83129      | Six-Fours             | Var              | Six-Fours-la-Plage      | Décret du 16 janvier 1923 |
| 13030      | Cuges                 | Bouches-du-Rhône | Cuges-les-Pins          | Décret du 20 janvier 1923 |
| 69153      | Poleymieux            | Rhône            | Poleymieux-au-Mont-d'Or | Décret du 20 janvier 1923 |
| 60052      | Beaugies              | Oise             | Beaugies-sous-Bois      | Décret du 31 janvier 1923 |

#### Février
| Code INSEE | Ancienne dénomination | Département    | Nouvelle dénomination   | Date                       |
| ---------- | --------------------- | -------------- | ----------------------- | -------------------------- |
| 49084      | Chaumont              | Maine-et-Loire | Chaumont-d'Anjou        | Décret du 10 février 1923  |
| 49364      | Vaudelenay-Rillé      | Maine-et-Loire | Vaudelenay              | Décret du 10 février 1923  |
| 25094      | Bretigney             | Doubs          | Bretigney-Notre-Dame    | Décret du 22 février 1923, |
| 25108      | Cernay                | Doubs          | Cernay-l'Église         | Décret du 22 février 1923, |
| 25130      | Châteauvieux          | Doubs          | Châteauvieux-les-Fossés | Décret du 22 février 1923, |
| 25180      | Crouzet               | Doubs          | Crouzet-Migette         | Décret du 22 février 1923, |
| 25234      | Ferrières             | Doubs          | Ferrières-le-Lac        | Décret du 22 février 1923, |
| 25283      | Goux                  | Doubs          | Goux-sous-Landet        | Décret du 22 février 1923, |
| 25341      | Lomont                | Doubs          | Lomont-sur-Crète        | Décret du 22 février 1923, |
| 25345      | Longevelle            | Doubs          | Longevelle-sur-Doubs    | Décret du 22 février 1923, |
| 25348      | Les Longevilles       | Doubs          | Longevilles-Mont-d'Or   | Décret du 22 février 1923, |
| 25406      | Montrond              | Doubs          | Montrond-le-Château     | Décret du 22 février 1923, |
| 25461      | Pompierre             | Doubs          | Pompierre-sur-Doubs     | Décret du 22 février 1923, |
| 25493      | La Rivière            | Doubs          | La Rivière-Drugeon      | Décret du 22 février 1923, |
| 25499      | Romain-la-Roche       | Doubs          | Romain                  | Décret du 22 février 1923, |
| 25503      | Rosières              | Doubs          | Rosières-sur-Barbèche   | Décret du 22 février 1923, |
| 25516      | Saint-Georges         | Doubs          | Saint-Georges-Armont    | Décret du 22 février 1923, |
| 25517      | Saint-Gorgon          | Doubs          | Saint-Gorgon-Main       | Décret du 22 février 1923, |
| 25525      | Saint-Point           | Doubs          | Saint-Point-Lac         | Décret du 22 février 1923, |
| 25563      | Thurey                | Doubs          | Thurey-le-Mont          | Décret du 22 février 1923, |
| 25619      | Villedieu             | Doubs          | Les Villedieu           | Décret du 22 février 1923, |
| 25636      | La Villedieu          | Doubs          | Villedieu-le-Camp       | Décret du 22 février 1923, |
| 25631      | Vorges                | Doubs          | Vorges-les-Pins         | Décret du 22 février 1923, |

#### Mars
| Code INSEE | Ancienne dénomination | Département   | Nouvelle dénomination | Date                   |
| ---------- | --------------------- | ------------- | --------------------- | ---------------------- |
| 62657      | Pihen                 | Pas-de-Calais | Pihen-lès-Guînes      | Décret du 5 mars 1923  |
| 04094      | Gréoux                | Basses-Alpes  | Gréoux-les-Bains      | Décret du 24 mars 1923 |

#### Juillet
| Code INSEE | Ancienne dénomination | Département    | Nouvelle dénomination | Date                      |
| ---------- | --------------------- | -------------- | --------------------- | ------------------------- |
| 10354      | Saint-Nabord          | Aube           | Saint-Nabord-sur-Aube | Décret du 17 juillet 1923 |
| 33490      | Saint-Vivien          | Gironde        | Saint-Vivien-de-Médoc | Décret du 17 juillet 1923 |
| 77470      | Tournan               | Seine-et-Marne | Tournan-en-Brie       | Décret du 17 juillet 1923 |
| 80050      | Bacouel               | Somme          | Bacouel-sur-Selle     | Décret du 17 juillet 1923 |

#### Août
| Code INSEE | Ancienne dénomination | Département     | Nouvelle dénomination | Date                  |
| ---------- | --------------------- | --------------- | --------------------- | --------------------- |
| 21679      | Lachaleur             | Côte-d'Or       | Vielmoulin            | Décret du 9 août 1923 |
| 35013      | Bains                 | Ille-et-Vilaine | Bains-sur-Oust        | Décret du 9 août 1923 |
| 42210      | Sainte-Croix          | Loire           | Sainte-Croix-en-Jarez | Décret du 9 août 1923 |
| 43051      | Le Chambon-de-Tence   | Haute-Loire     | Le Chambon-sur-Lignon | Décret du 9 août 1923 |

#### Novembre
| Code INSEE | Ancienne dénomination    | Département         | Nouvelle dénomination    | Date                        |
| ---------- | ------------------------ | ------------------- | ------------------------ | --------------------------- |
| 02147      | La Celle                 | Aisne               | La Celle-sous-Montmirail | Décret du 22 novembre 1923, |
| 02568      | Oigny                    | Aisne               | Oigny-en-Valois          | Décret du 22 novembre 1923, |
| 04198      | Saint-Vincent-du-Lauzet  | Basses-Alpes        | Saint-Vincent-les-Forts  | Décret du 22 novembre 1923, |
| 07210      | Saint-Andéol-de-Bourlenc | Ardèche             | Saint-Andéol-de-Vals     | Décret du 22 novembre 1923, |
| 11081      | Caunes                   | Aude                | Caunes-Minervois         | Décret du 22 novembre 1923, |
| 17312      | Saint-Bonnet             | Charente-Inférieure | Saint-Bonnet-sur-Gironde | Décret du 22 novembre 1923, |
| 21652      | Vandenesse               | Côte-d'Or           | Vandenesse-en-Auxois     | Décret du 22 novembre 1923, |
| 24538      | Siorac-et-Fongauffier    | Dordogne            | Siorac-en-Périgord       | Décret du 22 novembre 1923, |
| 32220      | Luppé                    | Gers                | Luppé-Violles            | Décret du 22 novembre 1923, |
| 55309      | Luméville                | Meuse               | Luméville-en-Ornois      | Décret du 22 novembre 1923, |
| 61293      | Mortagne-sur-Huisne      | Orne                | Mortagne-au-Perche       | Décret du 22 novembre 1923, |
| 88165      | Étival                   | Vosges              | Étival-Clairefontaine    | Décret du 22 novembre 1923, |
| 49134      | Faye                     | Maine-et-Loire      | Faye-d'Anjou             | Décret du 28 novembre 1923  |

#### Décembre
| Code INSEE | Ancienne dénomination | Département     | Nouvelle dénomination | Date                       |
| ---------- | --------------------- | --------------- | --------------------- | -------------------------- |
| 14070      | Beuvron               | Calvados        | Beuvron-en-Auge       | Décret du 12 décembre 1923 |
| 82153      | Saint-Amans           | Tarn-et-Garonne | Saint-Amans-du-Pech   | Décret du 12 décembre 1923 |

### 1924

#### Janvier
| Code INSEE | Ancienne dénomination | Département   | Nouvelle dénomination | Date                      |
| ---------- | --------------------- | ------------- | --------------------- | ------------------------- |
| 46105      | Flaujac-Lalbenque     | Lot           | Flaujac-Poujols       | Décret du 4 janvier 1924  |
| 62178      | Bruay-les-Mines       | Pas-de-Calais | Bruay-en-Artois       | Décret du 4 janvier 1924  |
| 63077      | Chambon               | Puy-de-Dôme   | Chambon-sur-Lac       | Décret du 4 janvier 1924  |
| 14417      | Clinchamps            | Calvados      | Mesnil-Clinchamps     | Décret du 5 janvier 1924  |
| 80247      | Dompierre             | Somme         | Dompierre-en-Santerre | Décret du 11 janvier 1924 |
| 80248      | Dompierre             | Somme         | Dompierre-sur-Authie  | Décret du 11 janvier 1924 |
| 12004      | Almon                 | Aveyron       | Almon-les-Junies      | Décret du 14 janvier 1924 |
| 02772      | Vaux                  | Aisne         | Vaux-en-Vermandois    | Décret du 24 janvier 1924 |
| 62484      | Lagnicourt            | Pas-de-Calais | Lagnicourt-Marcel     | Décret du 24 janvier 1924 |

#### Mars
| Code INSEE | Ancienne dénomination | Département      | Nouvelle dénomination | Date                   |
| ---------- | --------------------- | ---------------- | --------------------- | ---------------------- |
| 28046      | Boissy-le-Sec         | Eure-et-Loir     | Boissy-lès-Perche     | Décret du 26 mars 1924 |
| 70311      | Luxeuil               | Haute-Saône      | Luxeuil-les-Bains     | Décret du 26 mars 1924 |
| 76308      | Gonneville            | Seine-Inférieure | Gonneville-sur-Scie   | Décret du 26 mars 1924 |

#### Avril
| Code INSEE | Ancienne dénomination | Département | Nouvelle dénomination | Date                   |
| ---------- | --------------------- | ----------- | --------------------- | ---------------------- |
| 24368      | Cumond                | Dordogne    | Saint-Antoine-Cumond  | Décret du 7 avril 1924 |

#### Mai
| Code INSEE | Ancienne dénomination | Département | Nouvelle dénomination | Date                   |
| ---------- | --------------------- | ----------- | --------------------- | ---------------------- |
| 19254      | Ségur-les-Goujons     | Corrèze     | Ségur-le-Château      | Décret du 1er mai 1924 |

#### Juin
| Code INSEE | Ancienne dénomination | Département | Nouvelle dénomination | Date                       |
| ---------- | --------------------- | ----------- | --------------------- | -------------------------- |
| 21037      | Auxey                 | Côte-d'Or   | Auxey-Duresses        | Décret du 10 juillet 1924, |

#### Juillet
| Code INSEE | Ancienne dénomination | Département    | Nouvelle dénomination | Date                      |
| ---------- | --------------------- | -------------- | --------------------- | ------------------------- |
| 47308      | Thouars               | Lot-et-Garonne | Thouars-sur-Garonne   | Décret du 27 juillet 1924 |
| 49104      | Concourson            | Maine-et-Loire | Concourson-sur-Layon  | Décret du 27 juillet 1924 |
| 71499      | Sanvignes             | Saône-et-Loire | Sanvignes-les-Mines   | Décret du 27 juillet 1924 |
| 83057      | Flassans              | Var            | Flassans-sur-Issole   | Décret du 27 juillet 1924 |
| 83123      | Sanary                | Var            | Sanary-sur-Mer        | Décret du 27 juillet 1924 |

#### Août
| Code INSEE | Ancienne dénomination | Département     | Nouvelle dénomination   | Date                    |
| ---------- | --------------------- | --------------- | ----------------------- | ----------------------- |
| 38096      | Chavagneux            | Isère           | Chavagneux-Montbertrand | Décret du 10 août 1924, |
| 38107      | Chonas                | Isère           | Chonas-l'Amballan       | Décret du 10 août 1924, |
| 38114      | Clonas                | Isère           | Clonas-sur-Varèze       | Décret du 10 août 1924, |
| 38238      | Moidieu               | Isère           | Moidieu-Détourbe        | Décret du 10 août 1924, |
| 38240      | Moissieu              | Isère           | Moissieu-sur-Dolon      | Décret du 10 août 1924, |
| 35067      | Chasné                | Ille-et-Vilaine | Chasné-sur-Illet        | Décret du 10 août 1924, |
| 40328      | Vieux-Boucau          | Landes          | Vieux-Boucau-les-Bains  | Décret du 10 août 1924, |
| 62346      | Fortel                | Pas-de-Calais   | Fortel-en-Artois        | Décret du 10 août 1924, |
| 80181      | Cayeux                | Somme           | Cayeux-en-Santerre      | Décret du 10 août 1924, |
| 84137      | Vaison                | Vaucluse        | Vaison-la-Romaine       | Décret du 10 août 1924, |
| 77144      | Crèvecœur             | Seine-et-Marne  | Crèvecœur-en-Brie       | Décret du 19 août 1924  |
| 77229      | La Houssaye           | Seine-et-Marne  | La Houssaye-en-Brie     | Décret du 19 août 1924  |
| 77255      | Livry                 | Seine-et-Marne  | Livry-sur-Seine         | Décret du 19 août 1924  |
| 77277      | Marles                | Seine-et-Marne  | Marles-en-Brie          | Décret du 19 août 1924  |
| 77298      | Mons                  | Seine-et-Marne  | Mons-en-Montois         | Décret du 19 août 1924  |

#### Novembre
| Code INSEE | Ancienne dénomination      | Département | Nouvelle dénomination      | Date                       |
| ---------- | -------------------------- | ----------- | -------------------------- | -------------------------- |
| 55082      | Brocourt                   | Meuse       | Brocourt-en-Argonne        | Décret du 7 novembre 1924  |
| 55215      | Gondrecourt                | Meuse       | Gondrecourt-le-Château     | Décret du 7 novembre 1924  |
| 55249      | Houdelaucourt              | Meuse       | Houdelaucourt-sur-Othain   | Décret du 7 novembre 1924  |
| 55404      | Pierrefitte                | Meuse       | Pierrefitte-sur-Aire       | Décret du 7 novembre 1924  |
| 55559      | Villeroy                   | Meuse       | Villeroy-sur-Méholle       | Décret du 7 novembre 1924  |
| 14342      | Isigny                     | Calvados    | Isigny-sur-Mer             | Décret du 13 novembre 1924 |
| 14377      | Longues                    | Calvados    | Longues-sur-Mer            | Décret du 13 novembre 1924 |
| 36197      | Saint-Hilaire              | Indre       | Saint-Hilaire-sur-Bénaize  | Décret du 13 novembre 1924 |
| 52009      | Andilly                    | Haute-Marne | Andilly-en-Bassigny        | Décret du 22 novembre 1924 |
| 52022      | Aubepierre                 | Haute-Marne | Aubepierre-sur-Aube        | Décret du 22 novembre 1924 |
| 52028      | Aulnoy                     | Haute-Marne | Aulnoy-sur-Aube            | Décret du 22 novembre 1924 |
| 52031      | Autreville                 | Haute-Marne | Autreville-sur-la-Renne    | Décret du 22 novembre 1924 |
| 52036      | Balesmes                   | Haute-Marne | Balesmes-sur-Marne         | Décret du 22 novembre 1924 |
| 52046      | Bettoncourt                | Haute-Marne | Bettoncourt-le-Haut        | Décret du 22 novembre 1924 |
| 52067      | Brainville                 | Haute-Marne | Brainville-sur-Meuse       | Décret du 22 novembre 1924 |
| 52089      | Celles                     | Haute-Marne | Celles-en-Bassigny         | Décret du 22 novembre 1924 |
| 52101      | Champigneulles             | Haute-Marne | Champigneulles-en-Bassigny | Décret du 22 novembre 1924 |
| 52152      | Couzon                     | Haute-Marne | Couzon-sur-Coulange        | Décret du 22 novembre 1924 |
| 52174      | Doncourt                   | Haute-Marne | Doncourt-sur-Meuse         | Décret du 22 novembre 1924 |
| 52183      | Écot                       | Haute-Marne | Écot-la-Combe              | Décret du 22 novembre 1924 |
| 52189      | Esnoms                     | Haute-Marne | Esnoms-au-Val              | Décret du 22 novembre 1924 |
| 52203      | Fontaines                  | Haute-Marne | Fontaines-sur-Marne        | Décret du 22 novembre 1924 |
| 52262      | Lamothe                    | Haute-Marne | Lamothe-en-Blaisy          | Décret du 22 novembre 1924 |
| 52272      | Lanty                      | Haute-Marne | Lanty-sur-Aube             | Décret du 22 novembre 1924 |
| 52273      | Larivière                  | Haute-Marne | Larivière-sur-Apance       | Décret du 22 novembre 1924 |
| 52284      | Leschères                  | Haute-Marne | Leschères-sur-le-Blaiseron | Décret du 22 novembre 1924 |
| 52293      | Longeville                 | Haute-Marne | Longeville-sur-la-Laines   | Décret du 22 novembre 1924 |
| 52297      | Luzy                       | Haute-Marne | Luzy-sur-Marne             | Décret du 22 novembre 1924 |
| 52311      | Marcilly                   | Haute-Marne | Marcilly-en-Bassigny       | Décret du 22 novembre 1924 |
| 52315      | Marnay                     | Haute-Marne | Marnay-sur-Marne           | Décret du 22 novembre 1924 |
| 52335      | Montot                     | Haute-Marne | Montot-sur-Rognon          | Décret du 22 novembre 1924 |
| 52357      | Noncourt                   | Haute-Marne | Noncourt-sur-le-Rongeant   | Décret du 22 novembre 1924 |
| 52378      | Paroy                      | Haute-Marne | Paroy-sur-Saulx            | Décret du 22 novembre 1924 |
| 52431      | Rochetaillée               | Haute-Marne | Rochetaillée-sur-Aujon     | Décret du 22 novembre 1924 |
| 52435      | Rosoy                      | Haute-Marne | Rosoy-sur-Amance           | Décret du 22 novembre 1924 |
| 52450      | Saint-Loup                 | Haute-Marne | Saint-Loup-sur-Aujon       | Décret du 22 novembre 1924 |
| 52456      | Saint-Urbain               | Haute-Marne | Saint-Urbain-sur-Marne     | Décret du 22 novembre 1924 |
| 52457      | Saint-Vallier              | Haute-Marne | Saint-Vallier-sur-Marne    | Décret du 22 novembre 1924 |
| 52480      | Soncourt                   | Haute-Marne | Soncourt-sur-Marne         | Décret du 22 novembre 1924 |
| 52535      | Villiers-le-Sec            | Haute-Marne | Villiers-le-Sec-au-Chêne   | Décret du 22 novembre 1924 |
| 52549      | Vroncourt                  | Haute-Marne | Vroncourt-la-Côte          | Décret du 22 novembre 1924 |
| 16016      | Ansac                      | Charente    | Ansac-sur-Vienne           | Décret du 29 novembre 1924 |
| 27593      | Saint-Pierre-des-Cercueils | Eure        | Saint-Pierre-des-Fleurs    | Décret du 29 novembre 1924 |

#### Décembre
| Code INSEE | Ancienne dénomination | Département     | Nouvelle dénomination       | Date                       |
| ---------- | --------------------- | --------------- | --------------------------- | -------------------------- |
| 35095      | Dol                   | Ille-et-Vilaine | Dol-de-Bretagne             | Décret du 4 décembre 1924  |
| 14238      | Englesqueville        | Calvados        | Englesqueville-en-Auge      | Décret du 23 décembre 1924 |
| 55196      | Frémeréville          | Meuse           | Frémeréville-sous-les-Côtes | Décret du 23 décembre 1924 |
| 55200      | Fromeréville          | Meuse           | Fromeréville-les-Vallons    | Décret du 23 décembre 1924 |
| 55247      | Horville              | Meuse           | Horville-en-Ornois          | Décret du 23 décembre 1924 |

### 1925

#### Janvier
| Code INSEE | Ancienne dénomination | Département   | Nouvelle dénomination | Date                      |
| ---------- | --------------------- | ------------- | --------------------- | ------------------------- |
| 02449      | Montron               | Aisne         | Macogny               | Décret du 8 janvier 1925  |
| 52440      | Rouvroy               | Haute-Marne   | Rouvroy-sur-Marne     | Décret du 8 janvier 1925  |
| 62356      | Fresnicourt           | Pas-de-Calais | Fresnicourt-le-Dolmen | Décret du 8 janvier 1925  |
| 50503      | Ourville              | Manche        | Saint-Lô-d'Ourville   | Décret du 22 janvier 1925 |

#### Février
| Code INSEE | Ancienne dénomination | Département | Nouvelle dénomination | Date                      |
| ---------- | --------------------- | ----------- | --------------------- | ------------------------- |
| 52011      | Annéville             | Haute-Marne | Annéville-la-Prairie  | Décret du 7 février 1925  |
| 52024      | Aubigny               | Haute-Marne | Aubigny-sur-Badin     | Décret du 7 février 1925  |
| 52061      | Bourdons              | Haute-Marne | Bourdons-sur-Rognon   | Décret du 7 février 1925  |
| 52069      | Braux                 | Haute-Marne | Braux-le-Châtel       | Décret du 7 février 1925  |
| 52209      | Fresnoy               | Haute-Marne | Fresnoy-en-Bassigny   | Décret du 7 février 1925  |
| 52254      | Lachapelle            | Haute-Marne | Lachapelle-en-Blaisy  | Décret du 7 février 1925  |
| 52261      | Lamargelle            | Haute-Marne | Lamargelle-aux-Bois   | Décret du 7 février 1925  |
| 52304      | Malaincourt           | Haute-Marne | Malaincourt-sur-Meuse | Décret du 7 février 1925  |
| 52305      | Mandres               | Haute-Marne | Mandres-la-Côte       | Décret du 7 février 1925  |
| 52400      | Pouilly               | Haute-Marne | Pouilly-sur-Meuse     | Décret du 7 février 1925  |
| 52428      | Rochefort             | Haute-Marne | Rochefort-sur-la-Côte | Décret du 7 février 1925  |
| 52523      | Vignes                | Haute-Marne | Vignes-la-Côte        | Décret du 7 février 1925  |
| 24018      | Auriac-de-Montignac   | Dordogne    | Auriac-de-Périgord    | Décret du 28 février 1925 |

#### Mars
| Code INSEE | Ancienne dénomination | Département | Nouvelle dénomination | Date                  |
| ---------- | --------------------- | ----------- | --------------------- | --------------------- |
| 80298      | Manancourt            | Somme       | Étricourt-Manancourt  | Décret du 5 mars 1925 |

#### Mai
| Code INSEE | Ancienne dénomination | Département     | Nouvelle dénomination    | Date                 |
| ---------- | --------------------- | --------------- | ------------------------ | -------------------- |
| 65404      | Sariac                | Hautes-Pyrénées | Sariac-Magnoac           | Décret du 3 mai 1925 |
| 88412      | Saint-Benoît          | Vosges          | Saint-Benoît-la-Chipotte | Décret du 3 mai 1925 |

#### Juin
| Code INSEE | Ancienne dénomination | Département   | Nouvelle dénomination       | Date                      |
| ---------- | --------------------- | ------------- | --------------------------- | ------------------------- |
| 24294      | Montpont              | Dordogne      | Montpon-sur-l'Isle          | Décret du 10 juillet 1925 |
| 89148      | Druyes                | Yonne         | Druyes-les-Belles-Fontaines | Décret du 10 juillet 1925 |
| 33241      | Lestiac               | Gironde       | Lestiac-sur-Garonne         | Décret du 24 juillet 1925 |
| 07015      | Arras                 | Ardèche       | Arras-sur-Rhône             | Décret du 25 juillet 1925 |
| 62186      | Bully                 | Pas-de-Calais | Bully-les-Mines             | Décret du 25 juillet 1925 |

#### Juillet
| Code INSEE | Ancienne dénomination | Département    | Nouvelle dénomination | Date                   |
| ---------- | --------------------- | -------------- | --------------------- | ---------------------- |
| 49082      | Chaudefonds           | Maine-et-Loire | Chaudefonds-sur-Layon | Décret du 13 août 1925 |

#### Novembre
| Code INSEE | Ancienne dénomination  | Département                           | Nouvelle dénomination           | Date                        |
| ---------- | ---------------------- | ------------------------------------- | ------------------------------- | --------------------------- |
| 19189      | Saint-Bonnet-le-Pauvre | Corrèze                               | Saint-Bonnet-les-Tours-de-Merle | Décret du 17 novembre 1925  |
| 11318      | Roquecourbe            | Aude                                  | Roquecourbe-Minervois           | Décret du 22 novembre 1925, |
| 33519      | Le Taillan             | Gironde                               | Le Taillan-Médoc                | Décret du 22 novembre 1925, |
| 50215      | Gouville               | Manche                                | Gouville-sur-Mer                | Décret du 22 novembre 1925, |
| 60620      | Silly                  | Oise                                  | Silly-Tillard                   | Décret du 22 novembre 1925, |
| 92012      | Boulogne               | Seine (actuellement Hauts-de-Seine)   | Boulogne-Billancourt            | Décret du 22 novembre 1925, |
| 78020      | Arnouville             | Seine-et-Oise (actuellement Yvelines) | Arnouville-lès-Mantes           | Décret du 22 novembre 1925, |
| 24326      | Peyzac-de-Montignac    | Dordogne                              | Peyzac-le-Moustier              | Décret du 22 novembre 1925, |
| 49365      | Les Verchers           | Maine-et-Loire                        | Les Verchers-sur-Layon          | Décret du 22 novembre 1925, |

#### Décembre
| Code INSEE | Ancienne dénomination        | Département    | Nouvelle dénomination | Date                       |
| ---------- | ---------------------------- | -------------- | --------------------- | -------------------------- |
| 31370      | Montégut                     | Haute-Garonne  | Montégut-Bourjac      | Décret du 3 décembre 1925  |
| 31371      | Montégut                     | Haute-Garonne  | Montégut-Lauragais    | Décret du 3 décembre 1925  |
| 02029      | Marteville                   | Aisne          | Attilly               | Décret du 5 décembre 1925  |
| 37176      | Noyant                       | Indre-et-Loire | Noyant-de-Touraine    | Décret du 5 décembre 1925  |
| 52040      | Bay                          | Haute-Marne    | Bay-sur-Aube          | Décret du 5 décembre 1925  |
| 80153      | Bus                          | Somme          | Bus-lès-Artois        | Décret du 5 décembre 1925  |
| 80152      | Bus                          | Somme          | Bus-la-Mésière        | Décret du 5 décembre 1925  |
| 55570      | Villotte-devant-Saint-Mihiel | Meuse          | Villotte-sur-Aire     | Décret du 18 décembre 1925 |

### 1926

#### Mars
| Code INSEE | Ancienne dénomination | Département        | Nouvelle dénomination | Date                   |
| ---------- | --------------------- | ------------------ | --------------------- | ---------------------- |
| 27617      | Saussay-la-Vache      | Eure               | Saussay-la-Campagne   | Décret du 2 mars 1926  |
| 11140      | Ferrals               | Aude               | Ferrals-les-Corbières | Décret du 8 mars 1926  |
| 54519      | Thiaville             | Meurthe-et-Moselle | Thiaville-sur-Meurthe | Décret du 8 mars 1926  |
| 63211      | Marsac                | Puy-de-Dôme        | Marsac-en-Livradois   | Décret du 22 mars 1926 |

#### Avril
| Code INSEE | Ancienne dénomination | Département | Nouvelle dénomination  | Date                    |
| ---------- | --------------------- | ----------- | ---------------------- | ----------------------- |
| 33082      | Cadillac              | Gironde     | Cadillac-en-Fronsadais | Décret du 20 avril 1926 |
| 40176      | Mauvezin              | Landes      | Mauvezin-d'Armagnac    | Décret du 28 avril 1926 |

#### Mai
| Code INSEE | Ancienne dénomination | Département | Nouvelle dénomination   | Date                 |
| ---------- | --------------------- | ----------- | ----------------------- | -------------------- |
| 67138      | Fessenheim            | Bas-Rhin    | Fessenheim-le-Bas       | Décret du 8 mai 1926 |
| 67516      | Waltenheim            | Bas-Rhin    | Waltenheim-sur-Zorn     | Décret du 8 mai 1926 |
| 67542      | Wintzenheim           | Bas-Rhin    | Wintzenheim-Kochersberg | Décret du 8 mai 1926 |

#### Juin
| Code INSEE | Ancienne dénomination | Département | Nouvelle dénomination | Date                   |
| ---------- | --------------------- | ----------- | --------------------- | ---------------------- |
| 57058      | Behren                | Moselle     | Behren-lès-Forbach    | Décret du 15 juin 1926 |
| 57076      | Beyren                | Moselle     | Beyren-lès-Sierck     | Décret du 15 juin 1926 |

#### Juillet
| Code INSEE | Ancienne dénomination    | Département    | Nouvelle dénomination  | Date                        |
| ---------- | ------------------------ | -------------- | ---------------------- | --------------------------- |
| 49232      | Nueil                    | Maine-et-Loire | Nueil-sur-Layon        | Décret du 7 juillet 1926    |
| 61230      | Longny                   | Orne           | Longny-au-Perche       | Décret du 7 juillet 1926    |
| 79270      | Saint-Maixent            | Deux-Sèvres    | Saint-Maixent-l'École  | Décret du 7 juillet 1926    |
| 14470      | Norrey                   | Calvados       | Norrey-en-Bessin       | Décret du 17 juillet 1926,  |
| 34200      | Pezène                   | Hérault        | Pezènes-les-Mines      | Décret du 17 juillet 1926,  |
| 46080      | Craissac                 | Lot            | Crayssac               | Décret du 17 juillet 1926,  |
| 47271      | Saint-Pierre-de-Lévignac | Lot-et-Garonne | Saint-Pierre-sur-Dropt | Décret du 17 juillet 1926,  |
| 77001      | Achères                  | Seine-et-Marne | Achères-la-Forêt       | Décret du 17 juillet 1926,  |
| 77012      | Augers                   | Seine-et-Marne | Augers-en-Brie         | Décret du 17 juillet 1926,  |
| 86062      | Chasseneuil              | Vienne         | Chasseneuil-du-Poitou  | Décret du 17 juillet 1926,  |
| 02469      | Marly                    | Aisne          | Marly-Gomont           | Décret du 29 juillet 1926   |
| 30007      | Alais                    | Gard           | Alès                   | Décret du 29 juillet 1926   |
| 55382      | Neuville-sur-Orne        | Meuse          | Neuville-sur-Ornain    | Décret du 29 juillet 1926   |
| 62051      | Auchy-lez-la-Bassée      | Pas-de-Calais  | Auchy-les-Mines        | Décret du 29 juillet 1926   |
| 30055      | Brouzet-lès-Alais        | Gard           | Brouzet-lès-Alès       | Décret du 29 juillet 1926 ? |
| 30165      | Méjannes-lès-Alais       | Gard           | Méjannes-lès-Alès      | Décret du 29 juillet 1926 ? |

#### Septembre
| Code INSEE | Ancienne dénomination     | Département                          | Nouvelle dénomination   | Date                        |
| ---------- | ------------------------- | ------------------------------------ | ----------------------- | --------------------------- |
| 37128      | Lignières                 | Indre-et-Loire                       | Lignières-de-Touraine   | Décret du 9 septembre 1926  |
| 37282      | Yzeures                   | Indre-et-Loire                       | Yzeures-sur-Creuse      | Décret du 9 septembre 1926  |
| 68372      | Willer-Thann              | Haut-Rhin                            | Willer-sur-Thur         | Décret du 23 septembre 1926 |
| 06044      | La Colle                  | Alpes-Maritimes                      | La Colle-sur-Loup       | Décret du 26 septembre 1926 |
| 07212      | Saint-André-des-Effangeas | Ardèche                              | Saint-André-en-Vivarais | Décret du 26 septembre 1926 |
| 91479      | Paray                     | Seine-et-Oise (actuellement Essonne) | Paray-Vieille-Poste     | Décret du 26 septembre 1926 |

#### Novembre
| Code INSEE | Ancienne dénomination | Département     | Nouvelle dénomination   | Date                       |
| ---------- | --------------------- | --------------- | ----------------------- | -------------------------- |
| 02692      | Saint-Quentin-Louvry  | Aisne           | Saint-Quentin-sur-Allan | Décret du 9 novembre 1926, |
| 50419      | Quettreville          | Manche          | Quettreville-sur-Sienne | Décret du 9 novembre 1926, |
| 81183      | Montcouyoul           | Tarn            | Mont-Roc                | Décret du 9 novembre 1926, |
| 35302      | Saint-Onen            | Ille-et-Vilaine | Saint-Onen-la-Chapelle  | Décret du 30 novembre 1926 |

#### Décembre
| Code INSEE | Ancienne dénomination | Département    | Nouvelle dénomination   | Date                       |
| ---------- | --------------------- | -------------- | ----------------------- | -------------------------- |
| 30243      | Saint-Christol        | Gard           | Saint-Christol-lez-Alès | Décret du 15 décembre 1926 |
| 33013      | Artigues              | Gironde        | Artigues-près-Bordeaux  | Décret du 15 décembre 1926 |
| 77302      | Fromonville           | Seine-et-Marne | Montcourt-Fromonville   | Décret du 15 décembre 1926 |
| 39500      | Salins                | Jura           | Salins-les-Bains        | Décret du 29 décembre 1926 |
| 73284      | Salins                | Savoie         | Salins-les-Thermes      | Décret du 29 décembre 1926 |

### 1927

#### Janvier
| Code INSEE | Ancienne dénomination | Département                               | Nouvelle dénomination | Date                      |
| ---------- | --------------------- | ----------------------------------------- | --------------------- | ------------------------- |
| 14305      | Gonneville-sur-Dives  | Calvados                                  | Gonneville-sur-Mer    | Décret du 19 janvier 1927 |
| 21442      | Morey                 | Côte-d'Or                                 | Morey-Saint-Denis     | Décret du 19 janvier 1927 |
| 35290      | Saint-Mâlon           | Ille-et-Vilaine                           | Saint-Mâlon-sur-Mel   | Décret du 19 janvier 1927 |
| 91122      | Bures                 | Seine-et-Oise (actuellement Essonne)      | Bures-sur-Yvette      | Décret du 19 janvier 1927 |
| 94055      | Ormesson              | Seine-et-Oise (actuellement Val-de-Marne) | Ormesson-sur-Marne    | Décret du 19 janvier 1927 |

#### Février
| Code INSEE | Ancienne dénomination | Département         | Nouvelle dénomination      | Date                      |
| ---------- | --------------------- | ------------------- | -------------------------- | ------------------------- |
| 17051      | Le Bois               | Charente-Inférieure | Le Bois-Plage-en-Ré        | Décret du 2 février 1927  |
| 21173      | Chorey                | Côte-d'Or           | Chorey-lès-Beaune          | Décret du 2 février 1927  |
| 33136      | Cours                 | Gironde             | Cours-de-Monségur          | Décret du 2 février 1927  |
| 67345      | Oberhoffen            | Bas-Rhin            | Oberhoffen-sur-Moder       | Décret du 23 février 1927 |
| 67344      | Oberhoffen            | Bas-Rhin            | Oberhoffen-lès-Wissembourg | Décret du 23 février 1927 |

#### Juillet
| Code INSEE | Ancienne dénomination | Département  | Nouvelle dénomination | Date                      |
| ---------- | --------------------- | ------------ | --------------------- | ------------------------- |
| 02033      | Aubigny               | Aisne        | Aubigny-en-Laonnois   | Décret du 17 juillet 1927 |
| 86172      | Mouterre              | Vienne       | Mouterre-sur-Blourde  | Décret du 17 juillet 1927 |
| 07083      | Dunière               | Ardèche      | Dunière-sur-Eyrieux   | Décret du 23 juillet 1927 |
| 41029      | Candé                 | Loir-et-Cher | Candé-sur-Beuvron     | Décret du 23 juillet 1927 |

#### Août
| Code INSEE | Ancienne dénomination | Département      | Nouvelle dénomination | Date                  |
| ---------- | --------------------- | ---------------- | --------------------- | --------------------- |
| 44042      | Le Clion              | Loire-Inférieure | Le Clion-sur-Mer      | Décret du 6 août 1927 |
| 49118      | Dampierre             | Maine-et-Loire   | Dampierre-sur-Loire   | Décret du 6 août 1927 |
| 62111      | Berlencourt           | Pas-de-Calais    | Berlencourt-le-Cauroy | Décret du 6 août 1927 |
| 83031      | Le Cannet-du-Luc      | Var              | Le Cannet-des-Maures  | Décret du 6 août 1927 |
| 19093      | Jugeals               | Corrèze          | Jugeals-Nazareth      | Décret du 9 août 1927 |
| 47018      | Auriac                | Lot-et-Garonne   | Auriac-sur-Dropt      | Décret du 9 août 1927 |
| 63344      | Saint-Gal             | Puy-de-Dôme      | Saint-Gal-sur-Sioule  | Décret du 9 août 1927 |
| 84041      | Crillon               | Vaucluse         | Crillon-le-Brave      | Décret du 9 août 1927 |
| 84070      | Malemort              | Vaucluse         | Malemort-du-Comtat    | Décret du 9 août 1927 |

#### Novembre
| Code INSEE | Ancienne dénomination | Département   | Nouvelle dénomination | Date                       |
| ---------- | --------------------- | ------------- | --------------------- | -------------------------- |
| 50019      | Aucey                 | Manche        | Aucey-la-Plaine       | Décret du 9 novembre 1927  |
| 62616      | Nœux-lès-Boffles      | Pas-de-Calais | Nœux-lès-Auxi         | Décret du 15 novembre 1927 |
| 11203      | Lézignan              | Aude          | Lézignan-Corbières    | Décret du 20 novembre 1927 |

### 1928

#### Janvier
| Code INSEE | Ancienne dénomination   | Département                                 | Nouvelle dénomination  | Date                       |
| ---------- | ----------------------- | ------------------------------------------- | ---------------------- | -------------------------- |
| 34301      | Cette                   | Hérault                                     | Sète                   | Décret du 20 janvier 1928, |
| 47268      | Caubel                  | Lot-et-Garonne                              | Saint-Pierre-de-Caubel | Décret du 20 janvier 1928, |
| 49140      | Fontevrault             | Maine-et-Loire                              | Fontevrault-l'Abbaye   | Décret du 20 janvier 1928, |
| 52271      | Lanques                 | Haute-Marne                                 | Lanques-sur-Rognon     | Décret du 20 janvier 1928, |
| 69257      | Vaux                    | Rhône                                       | Vaux-en-Beaujolais     | Décret du 20 janvier 1928, |
| 76487      | Saint-Valery-sous-Bures | Seine-Inférieure                            | Osmoy-Saint-Valery     | Décret du 20 janvier 1928, |
| 92063      | Rueil                   | Seine-et-Oise (actuellement Hauts-de-Seine) | Rueil-Malmaison        | Décret du 20 janvier 1928, |
| 85166      | Olonne                  | Vendée                                      | Olonne-sur-Mer         | Décret du 20 janvier 1928, |

#### Février
| Code INSEE | Ancienne dénomination    | Département  | Nouvelle dénomination       | Date                      |
| ---------- | ------------------------ | ------------ | --------------------------- | ------------------------- |
| 04173      | Saint-André-de-Méouilles | Basses-Alpes | Saint-André-les-Alpes       | Décret du 20 février 1928 |
| 09139      | L'Hospitalet             | Ariège       | L'Hospitalet-près-l'Andorre | Décret du 20 février 1928 |
| 21613      | Soussey                  | Côte-d'Or    | Soussey-sur-Brionne         | Décret du 20 février 1928 |
| 28415      | Villemeux                | Eure-et-Loir | Villemeux-sur-Eure          | Décret du 20 février 1928 |

#### Avril
| Code INSEE | Ancienne dénomination | Département | Nouvelle dénomination | Date                    |
| ---------- | --------------------- | ----------- | --------------------- | ----------------------- |
| 57128      | Charleville           | Moselle     | Charleville-sous-Bois | Décret du 24 avril 1928 |

#### Mai
| Code INSEE | Ancienne dénomination | Département | Nouvelle dénomination | Date                  |
| ---------- | --------------------- | ----------- | --------------------- | --------------------- |
| 67065      | Bruschwickersheim     | Bas-Rhin    | Breuschwickersheim    | Décret du 19 mai 1928 |
| 48110      | Paulhac               | Lozère      | Paulhac-en-Margeride  | Décret du 20 mai 1928 |

#### Juillet
| Code INSEE | Ancienne dénomination | Département     | Nouvelle dénomination | Date                      |
| ---------- | --------------------- | --------------- | --------------------- | ------------------------- |
| 49102      | Cléré                 | Maine-et-Loire  | Cléré-sur-Layon       | Décret du 13 juillet 1928 |
| 79039      | Saint-Martin-d'Augé   | Deux-Sèvres     | Boisserolles          | Décret du 13 juillet 1928 |
| 35168      | Maure                 | Ille-et-Vilaine | Maure-de-Bretagne     | Décret du 19 juillet 1928 |
| 08055      | Beaumont              | Ardennes        | Beaumont-en-Argonne   | Décret du 29 juillet 1928 |
| 15018      | Barriac               | Cantal          | Barriac-les-Bosquets  | Décret du 29 juillet 1928 |
| 21099      | Bouze                 | Côte-d'Or       | Bouze-lès-Beaune      | Décret du 29 juillet 1928 |
| 21674      | Veuxhaulles           | Côte-d'Or       | Veuxhaulles-sur-Aube  | Décret du 29 juillet 1928 |
| 34140      | Lignan                | Hérault         | Lignan-sur-Orb        | Décret du 29 juillet 1928 |

#### Août
| Code INSEE | Ancienne dénomination | Département | Nouvelle dénomination  | Date                  |
| ---------- | --------------------- | ----------- | ---------------------- | --------------------- |
| 26134      | Félines               | Drôme       | Félines-sur-Rimandoule | Décret du 3 août 1928 |

#### Octobre
| Code INSEE | Ancienne dénomination      | Département                           | Nouvelle dénomination | Date                      |
| ---------- | -------------------------- | ------------------------------------- | --------------------- | ------------------------- |
| 01431      | Vaux                       | Ain                                   | Vaux-en-Bugey         | Décret du 23 octobre 1928 |
| 05054      | La Fare                    | Hautes-Alpes                          | La Fare-en-Champsaur  | Décret du 23 octobre 1928 |
| 13014      | Berre                      | Bouches-du-Rhône                      | Berre-l'Étang         | Décret du 23 octobre 1928 |
| 17094      | Châtelaillon               | Charente-Inférieure                   | Châtelaillon-Plage    | Décret du 23 octobre 1928 |
| 78050      | Bazoches                   | Seine-et-Oise (actuellement Yvelines) | Bazoches-sur-Guyonne  | Décret du 23 octobre 1928 |
| 17182      | Saint-Martin-de-Villeneuve | Charente-Inférieure                   | La Grève-sur-Mignon   | Décret du 24 octobre 1928 |
| 17098      | Chenac                     | Charente-Inférieure                   | Chenac-sur-Gironde    | Décret du 30 octobre 1928 |

#### Novembre
| Code INSEE | Ancienne dénomination | Département | Nouvelle dénomination | Date                       |
| ---------- | --------------------- | ----------- | --------------------- | -------------------------- |
| 52020      | Arnoncourt            | Haute-Marne | Arnoncourt-sur-Apance | Décret du 30 novembre 1928 |

### 1929

#### Février
| Code INSEE | Ancienne dénomination     | Département    | Nouvelle dénomination   | Date                     |
| ---------- | ------------------------- | -------------- | ----------------------- | ------------------------ |
| 49282      | Saint-Georges-Châtelaison | Maine-et-Loire | Saint-Georges-sur-Layon | Décret du 2 février 1929 |

#### Mars
| Code INSEE | Ancienne dénomination | Département        | Nouvelle dénomination     | Date                   |
| ---------- | --------------------- | ------------------ | ------------------------- | ---------------------- |
| 21397      | Mavilly               | Côte-d'Or          | Mavilly-Mandelot          | Décret du 2 mars 1929  |
| 34192      | Palavas               | Hérault            | Palavas-les-Flots         | Décret du 2 mars 1929  |
| 46023      | Belfort               | Lot                | Belfort-du-Quercy         | Décret du 2 mars 1929  |
| 47147      | Lévignac-de-Seyches   | Lot-et-Garonne     | Lévignac-de-Guyenne       | Décret du 2 mars 1929  |
| 53246      | La Pôoté              | Mayenne            | Saint-Pierre-des-Nids     | Décret du 2 mars 1929  |
| 54122      | Chaudeney             | Meurthe-et-Moselle | Chaudeney-sur-Moselle     | Décret du 2 mars 1929  |
| 58283      | Neuville-sous-Brinon  | Nièvre             | Taconnay                  | Décret du 2 mars 1929  |
| 60521      | Quincampoix           | Oise               | Quincampoix-Fleuzy        | Décret du 2 mars 1929  |
| 77382      | Quincy-Ségy           | Seine-et-Marne     | Quincy-Voisins            | Décret du 2 mars 1929  |
| 73001      | Aiguebelette          | Savoie             | Aiguebelette-le-Lac       | Décret du 2 mars 1929  |
| 84067      | Loriol                | Vaucluse           | Loriol-du-Comtat          | Décret du 2 mars 1929  |
| 31096      | Cabanac               | Haute-Garonne      | Cabanac-Séguenville       | Décret du 22 mars 1929 |
| 31200      | Frontignan            | Haute-Garonne      | Frontignan-de-Comminges   | Décret du 22 mars 1929 |
| 31219      | Gensac                | Haute-Garonne      | Gensac-sur-Garonne        | Décret du 22 mars 1929 |
| 31286      | Lavelanet             | Haute-Garonne      | Lavelanet-de-Comminges    | Décret du 22 mars 1929 |
| 31324      | Martres               | Haute-Garonne      | Martres-Tolosane          | Décret du 22 mars 1929 |
| 31366      | Montbrun              | Haute-Garonne      | Montbrun-Lauragais        | Décret du 22 mars 1929 |
| 31368      | Montclar              | Haute-Garonne      | Montclar-Lauragais        | Décret du 22 mars 1929 |
| 31374      | Montesquieu           | Haute-Garonne      | Montesquieu-Lauragais     | Décret du 22 mars 1929 |
| 31377      | Montgaillard          | Haute-Garonne      | Montgaillard-Lauragais    | Décret du 22 mars 1929 |
| 31506      | Saint-Orens           | Haute-Garonne      | Saint-Orens-de-Gameville  | Décret du 22 mars 1929 |
| 31517      | Saint-Sulpice         | Haute-Garonne      | Saint-Sulpice-sur-Lèze    | Décret du 22 mars 1929 |
| 31481      | Sainte-Foy            | Haute-Garonne      | Sainte-Foy-de-Peyrolières | Décret du 22 mars 1929 |
| 31525      | Salles                | Haute-Garonne      | Salles-sur-Garonne        | Décret du 22 mars 1929 |

#### Mai
| Code INSEE | Ancienne dénomination | Département | Nouvelle dénomination      | Date                  |
| ---------- | --------------------- | ----------- | -------------------------- | --------------------- |
| 57750      | Wœlfling              | Moselle     | Wœlfling-lès-Sarreguemines | Décret du 12 mai 1929 |

#### Juin
| Code INSEE | Ancienne dénomination | Département    | Nouvelle dénomination | Date                   |
| ---------- | --------------------- | -------------- | --------------------- | ---------------------- |
| 63066      | Celles                | Puy-de-Dôme    | Celles-sur-Durolle    | Décret du 11 juin 1929 |
| 77456      | Soisy                 | Seine-et-Marne | Soisy-Bouy            | Décret du 27 juin 1929 |

#### Juillet
| Code INSEE | Ancienne dénomination      | Département | Nouvelle dénomination | Date                      |
| ---------- | -------------------------- | ----------- | --------------------- | ------------------------- |
| 43208      | Saint-Étienne-près-Allègre | Haute-Loire | Sainte-Marguerite     | Décret du 18 juillet 1929 |

#### Août
| Code INSEE | Ancienne dénomination | Département  | Nouvelle dénomination | Date                   |
| ---------- | --------------------- | ------------ | --------------------- | ---------------------- |
| 19031      | Brive                 | Corrèze      | Brive-la-Gaillarde    | Décret du 3 août 1929  |
| 29150      | Moëlan                | Finistère    | Moëlan-sur-Mer        | Décret du 5 août 1929  |
| 41127      | La Marolle            | Loir-et-Cher | La Marolle-en-Sologne | Décret du 5 août 1929  |
| 83008      | Bagnols               | Var          | Bagnols-en-Forêt      | Décret du 5 août 1929  |
| 33375      | Saint-Aubin           | Gironde      | Saint-Aubin-de-Branne | Décret du 18 août 1929 |

#### Octobre
| Code INSEE | Ancienne dénomination | Département | Nouvelle dénomination | Date                     |
| ---------- | --------------------- | ----------- | --------------------- | ------------------------ |
| 67341      | Oberdorf              | Bas-Rhin    | Oberdorf-Spachbach    | Décret du 4 octobre 1929 |

#### Décembre
| Code INSEE | Ancienne dénomination | Département    | Nouvelle dénomination    | Date                       |
| ---------- | --------------------- | -------------- | ------------------------ | -------------------------- |
| 31058      | Belbèze               | Haute-Garonne  | Belbèze-de-Lauragais     | Décret du 31 décembre 1929 |
| 31075      | Bonrepos              | Haute-Garonne  | Bonrepos-sur-Aussonnelle | Décret du 31 décembre 1929 |
| 31130      | Cazaril               | Haute-Garonne  | Cazaril-Tambourès        | Décret du 31 décembre 1929 |
| 31218      | Gensac                | Haute-Garonne  | Gensac-de-Boulogne       | Décret du 31 décembre 1929 |
| 31357      | Montastruc            | Haute-Garonne  | Montastruc-de-Salies     | Décret du 31 décembre 1929 |
| 31367      | Montclar              | Haute-Garonne  | Montclar-les-Prés        | Décret du 31 décembre 1929 |
| 31376      | Montgaillard          | Haute-Garonne  | Montgaillard-de-Salies   | Décret du 31 décembre 1929 |
| 31378      | Montgaillard          | Haute-Garonne  | Montgaillard-sur-Save    | Décret du 31 décembre 1929 |
| 31498      | Saint-Loup            | Haute-Garonne  | Saint-Loup-en-Comminges  | Décret du 31 décembre 1929 |
| 31527      | La Salvetat           | Haute-Garonne  | La Salvetat-Lauragais    | Décret du 31 décembre 1929 |
| 31559      | Trébons               | Haute-Garonne  | Trébons-de-Luchon        | Décret du 31 décembre 1929 |
| 39333      | Moirans               | Jura           | Moirans-en-Montagne      | Décret du 31 décembre 1929 |
| 49195      | Mazières              | Maine-et-Loire | Mazières-en-Mauges       | Décret du 31 décembre 1929 |
| 62546      | Maninghen-Wimille     | Pas-de-Calais  | Maninghen-Henne          | Décret du 31 décembre 1929 |
| 77254      | Liverdy               | Seine-et-Marne | Liverdy-en-Brie          | Décret du 31 décembre 1929 |